# Західноукраїнська геофізична розвідувальна експедиція
Західноукраїнська геофізична розвідувальна експедиція (ЗУГРЕ) — державна організація, створена в 1948 році для георозвідки: пошуку нафти та газу на території Західної України.

## Історія

### Передумови створення
Під час Другої Світовової війни, лінія радянсько-німецького фронту проходила по території України, а Наркомат нафтової промисловості СРСР вже планував відновлення нафторозвідувальних робіт в її західних областях. Цей Наркомат нафтової своїм наказом за № 2 від 11 березня 1944 року відновив діяльність Українського відділення Державного союзного геофізичного тресту (УВ ДСГТУ) з 1 квітня 1944 року. Основним полем діяльності УВ ДСГТ на той час безумовно був Карпатський нафтогазоносний регіон, де під час війни видобувались як нафта, так і газ. Тому саме тут, виходячи з стратегічних інтересів, необхідно було в короткий строк відновити видобуток на зруйнованих війною промислах та підготувати до розробки нові родовища, розвідка яких велась з довоєнних років. Геологи, геофізики, буровики та інші за фахом працівники, що знали цей регіон, працювали тут до війни, були зібрані з усіх куточків СРСР і готові були приступити до роботи слідом за військами, що просувались на захід. Так, 28 липня 1944 року, тобто наступного дня після звільнення Львова від німецьких військ, відновила свою роботу Львівська геофізична експедиція УВ ДСГТ під керівництвом В. В. Сологуба.
До складу експедиції входили:
- О. В. Мухін
- К. М. Мартиняк
- С.ІСуботін
- А. Я. Белогрудова-Суботіна
- Л. Д. Райхер,
- І. Й. Бородатий
- Г. В. Гощицька
- Є. Г. Лук'янчикова
- Г. М. Курсон
- О. М. Брянцев.
- С. Ф. Андросов
- В. І. Сидорчук
- Т. П. Скоморович
- Я. М. Заруденко.

Їх силами були проведені тематичні та, в незначному об'ємі, польові електророзвідувальні роботи в 1944-1946 роках. Львівській геофізичній експедиції були підпорядковані також всі роботи з дослідження свердловин геофізичними методами (каротаж), і З листопада 1944 року в м. Бориславі на базі фахівців, що працювали там, була організована каротажна контора під керівництвом Р. 3. Реймана. Експедиція проводила також магнітометричні та гравіметричні роботи, а в кінці 1947 року першою сейсморозвідувальною партією були проведені сейсмічні дослідження по профілю Стрий-Миколаїв. Переважна більшість фахівців Львівської геофізичної експедиції в літній період виїжджала на польові роботи з Києва, а на зиму поверталась туди для завершення камеральної обробки отриманих матеріалів та написання звіту. Кожне відомство відповідно до своїх завдань та інтересів направляло у західні області України свої експедиції, і тому не дивно, що з 1945 року у Львові було щонайменше дві Львівські геофізичні експедиції. Одна, про яку вже йшлося вище, була підпорядкована Наркомату нафтової промисловості, друга — Наркомату вугільної промисловості. Основним завданням останньої було вивчення з допомогою геофізичних методів Львівсько-Волинського вугільного басейну, а також відомих на той час незначних вугільних родовищ Закарпаття. В цій експедиції з 1945 по 1950 роки працювали як геофізики-вугільники, так і залучені до цієї роботи викладачі геофізичних і геологічних кафедр двох львівських ВУЗів. ВВ результаті отриманих геофізиками в перші повоєнні роки матеріалів, вимальовувалась значна перспектива Карпатського регіону по нарощуванню запасів різних видів корисних копалин і перш за все нафти ї тазу.

### Західноукраїнська комплексна геофізична експедиція
Це послужило причиною того, що Рада Міністрів СРСР в серпні 1947 року прийняла постанову про розширення геофізичної служби в Українській РСР. Ця постанова через низку ієрархічних наказів перетворилась 27 квітня 1948 року у відповідний наказ по УВ ДСГТ за № 93, за яким з 1 травня цього ж року була організована Західноукраїнська комплексна геофізична експедиція (ЗУКГЕ) з місцезнаходженням у м. Львові. Цим наказом до складу експедиції було включено:
- Стрийську сейсмічну партію № 1/48.;
- Олеську електророзвідувальну партію № 4/48.
- Олеську електророзвідувальну партію № 4/48.
- Самбірську (2 загони) електророзвідувальну партію № 5/48.
- Станіславську гравіметричну партію № 8/48.
- Закарпатську гравіметричну партію № 9/48.
- Закарпатську (2 загони) магнітометричну партію № 15/48.

А також перехідні партії 1947 років:
- Стрийську сейсмічну партію № 32/47.
- Дашавську електророзвідувальну партію № 28/47.
- Калуську електророзвідувальну партію № 29/47.
- Стрийську електророзвідувальну партію № 34/47.
- Олеську гравіметричну партію № 33/47.

Начальником Західноукраїнської комплексної геофізичної експедиції був призначений Ісаак Михайлович Кауфман.

### Перші роки
Саме з цього наказу відраховує свою історію Західно-Українська геофізична розвідувальна експедиція, бо, по-перше, було остаточно визначене місце її базування і постало питання про закріплення тут кадрів, по-друге, почалось створення власної матеріально-технічної бази. Приведений в наказі перелік партій дає уяву про методи та площі проведення робіт, а також, в якійсь мірі, про завдання, що вирішувались експедицією в той час. З утворенням експедиції об'єми геофізичних робіт в західних областях України значно виросли. Вже через рік в експедиції працювало 15 партій, які виконали 55 % під загального обсягу геофізичних досліджень в межах України. Решта 45 % обсягу робіт припадала на Дніпрово-Донецьку западину (2790) та Причорноморську западину (1890). В березні 1949 року Українське відділення Державного Союзного геофізичного тресту було перейменовано в Українську геофізичну контору «Головнафтогеофізики» Міннафтопрому СРСР. Західноукраїнська геофізична експедиція ввійшла до складу цієї контори. Згодом, у липні 1951 року, на основі Української геофізичної контори був створений трест «Укрнафтогеофізика», а Західноукраїнська геофізична експедиція дістала статус Західно-Української геофізичної контори (ЗУГК) як госпрозрахункової одиниці із закінченим балансом. Приведений перелік змін назв — це не тільки данина точності викладення історичних фактів, але й свідчення бурхливого росту геофізичної служби в західному регіоні України. В ці роки були розвідані, підготовлені і передані в глибоке буріння Більче-Волицька і Рудківська структури, що виявились крупними газовими родовищами.

### Період будівництва
На посаду управляючого ЗУГК з 1 липня 1951 р. був призначений із штату Львівського обкому КПУ С. К. Король з метою посилення її керівництва. Але цей захід виявився невдалим і 29 вересня 1952 року на цю посаду призначається Олексій Петрович Пушкін, який повернувся у Львів після завершення перепідготовки в Нафтовій академії. Олексій Петрович пропрацював на цій посаді п'ятнадцять років. Він був добрим керівником і дбайливим господарем. Під його керівництвом та при його безпосередній участі впроваджувались нові методи ведення робіт, розпочато будівництво житла та промислової бази. Будівництво було для О.П Пушкіна другою улюбленою справою його життя після геофізики, хоч будувати в ті часи було нелегко і не всім це подобалось. Розповідають, що коли на одній із профспілкових конференцій його запитали: «Доки ж ми будемо будувати??», він відповів: «Скільки будемо жити, стільки будемо будувати!» Житловий масив на Майорівці у Львові, селище в с. Лапаївці Пустомитівського району, виробничі бази на Сигнівці у Львові та в Рудно — це створено із ініціативи О. П. Пушкіна.

### Формування робочого складу
Значний внесок у розвиток геофізичної служби західних областей України в перші роки існування контори (експедиції) зробили, поряд з вже згаданими вище геофізиками, також:
- В. Д. Зав'ялов,
- Ф. Д. Заболотний,
- Є. Л. Гозак,
- Б. Л. Гуревич,
- М. Г. Мотрук,
- Н. М. Тимофеєєва,
- І.З Тонтовий,
- Г. А. Гончарова,
- М. Т. Турчаненко,
- В.О Лисенко

Ці вже досвідчені геофізики сприяли становленню великої групи молодих фахівців, що на початку п'ятдесятих років прийшли на виробництво з Львівського політехнічного університету і Львівського нафтопромислового технікуму та інших навчальних закладів. З середини п'ятдесятих років експедиція мала повний штат власних фахівців-геофізиків, які проводили геофізичні дослідження не тільки в західних, але й у східних (Харківська і Полтавська) областях України та на півдні Молдови.
Фахівці експедиції здобули славу своєму колективу розробкою та впровадженням таких відомих нововведень в сейсморозвідку, як методика масових просторових сейсмозондувань, спосіб плоского фронту і керованого плоского фронту, центрових променів.

### Реорганізація
Як вже згадувалось, ЗУГК займалась також і геофізичними дослідженнями в свердловинах, тому в 1956 році їй була передана Стрийська промислово-геофізична база (начальник В. І. Вахтін).
В середині 1957 року почалась реорганізація міністерств та відомств Союзу і трест «Укрнафтогеофізика» був переданий з Міннафтопрому в підпорядкування Головного управління геології і охорони надр при Раді Міністрів УРСР. В зв'язку з цим та з метою підвищення ефективності геолого-геофізичних робіт, вдосконалення їх організації і підвищення спеціалізації власне геофізичних досліджень до ЗУГК були приєднані:
1. Прикарпатська геофізична партія від Київської комплексної геофізичної експедиції Північно-Західного тресту,
2. Сокальська каротажна партія від Артемінської геофізичної експедиції,
3. Коломийський та Молдавський каротажні загони від Київського геологічного управління.

На той час розпочались дослідження, націлені па пошуки рудних корисних копалин, калійних солей в Закарпатті і Передкарпатті, До 1965 року, коли партії, що проводили ці роботи, були передані в трест «Київгеологія», було відкрито родовища ртуті, поліметалів, бариту, калійних солей. Розпочата реорганізація тривала кілька років, і в цей період окремі структурні одиниці геологічної служби України створювались, інші — ліквідовувались. Так, в ЗУГК на базі Стрийської промислово-геофізичної бази була організована Стрийська промислово-геофізична експедиція (начальником якої був згодом призначений Д. Д. Глагола), а сама ЗУГК стала називатись Західно-Українською геофізичною розвідувальною конторою (ЗУГРК). Таким чином, назва поступово наближалась до існуючої нині. Трест «Укрнафтогеофізика» з серпня 1959 року став називатись «Укргеофізрозвідка». 1 жовтня 1960 року зі складу ЗУГРК була виділена як самостійна, з усім особовим складом, Стрийська промислово-геофізична експедиція, яка, в свою чергу, пізніше стала засновницею Івано-Франківської промислово-геофізичної експедиції. ЗУГРК з 1 листопада 1960 року була перейменована в Західноукраїнську геофізичну розвідувальну експедицію (ЗУГРЕ). Експедиція одною з перших в колишньому Союзі почала розвідувати труднодоступні ділянки в горах і досягла в цьому напрямку позитивних результатів, застосовуючи спочатку метод просторових сейсмозондувань, а в сімдесяті роки методики поздовжньо-непоздовжніх та широких профілів, контурну сейсморозвідку. Розроблені в експедиції режекторні фільтри РФ-50 та пристрої управління вибухом по радіо УРВ поклали основу для створення дослідного виробництва, продукція якого поставлялась в 70-80-х роках в геофізичні організації всього колишнього Радянського Союзу, а також в Афганістан, В'єтнам, Ємен. ЗУГРЕ причетна не тільки до створення промислово-геофізичних експедицій та становлення рудної геофізики в західному регіоні України, але й була також і кузнею наукових кадрів. Тут у свій час працювали геофізики і геологи, які згодом стали
докторами наук:
- Ю. А. Васильєв,
- Я. С. Сапужак,
- Л. Є. Фільштинський,
- І. Ї. Хараз;

кандидатами наук:
- В. Л. Антипов,
- В. Я. Бендерський,
- І.3Лонтовий,
- Х. Б. Заяць,
- Д. Н. Лящук,
- Є. П. Пуздровський,
- Л. Д. Райхер,
- О. І. Сагалова,
- О. П. Самойлюк,
- М. Й. Червонський.

Це свідчить про високий інтелектуальний потенціал колективу експедиції. В 1962 році до складу молодого тоді Українського науково-дослідного геологорозвідувального інституту (УкрНДГРІ) була передана тематична партія, яка, разом з іншими геофізиками, вихідцями з ЗУГРЕ, становила основу геофізичного відділу інституту.

### Використання новітніх технологій
Наприкінці 1960-х років експедиція впровадила у виробництво станції з магнітною реєстрацією сейсмічної інформації, а в 1972 році розпочато впровадження цифрової сейсмостанції, що спільно з комплексом аналогових машин для обробки інформації в м. Львові та обчислювальним центром на базі БОМ «Sigma-5» в м. Києві дозволило повністю перейти на багатократні системи спостережень і обробку способом спільної глибинної точки. З 1975 року в експедиції почав працювати власний вичислювальний центр на базі БОМ «Мінськ-32». Наприкінці сімдесятих років в експедиції почали застосовувати геохімічні дослідження вибухових свердловин (к.г-м.н. О. О. Борковський), поклавши початок комплексуванню сейсморозвідки з геохімією. В сейсморозвідку впроваджувались невибухові імпульсні джерела збудження пружних коливань типу «Сейсмодин». В цей період під керівництвом Х.Б Заяць було завершено обробку регіональних профілів ГСЗ-КМЗХ через Карпати та прилягаючі прогини, геологічні побудови по яких дали новий поштовх для розгортання пошуково-розвідувальних робіт.

### Пік геофізичних робіт
З 1984 року по 2004 рік начальником ЗУГРЕ був Василь Дмитрович Чебан. На початку 80-х років обсяги геофізичних робіт в західному регіоні України постійно зростали і свого апогею досягли в кінці вісімдесятих років. В цей період була завершена гравіметрична зйомка західних областей України масштабу 1:50000 (В. Я. Біліченко), в сейсморозвідці використовувались виключно сейсмостанції з цифровим записом, була впроваджена вібросейсморозвідка при дослідженнях Волино-Поділля, Передкарпатського і Закарпатського прогинів. Для обробки геофізичної інформації вичислювальний центр експедиції був оснащений найпотужнішими на той час БОМ, що випускались промисловістю колишнього Союзу — ВС-1035 та ЕС-1061. У 1987 році експедиція вперше в Україні виконала трьохмірну сейсмічну зйомку площею 36 квадратних кілометрів на Летнянській ділянці. Необхідно під- креслити, що за даними сейсморозвідки всі закладені на цій ділянці розвідувальні свердловини були продуктивними. Експедиція була одним із тих підрозділів об'єднання «Укргеофізика», які в 1987 році організували по одній польовій партії для виконання робіт в Західному Сибіру, що ввійшли до складу Української геофізичної експедиції, В цій експедиції і сьогодні працює багато фахівців — вихідців із ЗУГРЕ.

### ЗУГРЕ наприкінці 20 століття
На початку 90-х років експедиція першою в Україні перейшла на обробку геофізичної інформації на персональних комп'ютерах типу ІВМ РС. Системи обробки сейсмічної інформації SPS РС. та ZSB РС, розроблені к.ф-м.н. М. О. Голярчуком, дозволяють досить оперативно обробляти дані двомірної сейсморозвідки та електророзвідки методом зондувань становленням електромагнітного поля. З 2004 р. експедицію очолює Андрій Володимирович Шевченко. В цей час в ЗУГРЕ вводяться в експлуатацію більш потужні 20-тонні сейсмічні вібратори (СВ-20-150 і геофізична телеметрична система Input/Output System for АС на 360 каналів з розширенням до 3000 каналів для проведення сейсморозвідувальних робіт методикою 3D). Для обробки інформації використовуються більш потужні персональні комп'ютери і робочі станції SUN ULTRA 60 в обробляючому комплексі РгоМАХ під управлінням операційної системи SOLARIS
Продовжується співпраця ЗУГРЕ з Львівським центром Інституту космічних досліджень ПАНУ-НКАУ в напрямі оновлення електро-розвідувальної апаратури для методу ЗСБЗ. Пройшли польові випробування і введені в експлуатацію високочастотна станція «Зонд» і середньо частотна станція «ЛЕМАД-Ч11» для вивчення верхньої частини геологічного розрізу. На черзі придбання низькочастотної станції «ЛЕМАД-415» і модернізація генераторної групи для дослідження великих глибин (до З км і більше).
Подальший прогрес в розвитку експедиції і збільшенні ефективності геофізичних робіт можливий на шляху комплексування сейсморозвідки 2D і ЗD з електророзвідкою та геохімією, забезпечення робіт сучасною апаратурою, обладнанням, автотранспортом і поповнення колективу молодими кадрами при відповідному рівні їх соціального забезпечення.

## Регіональні геофізичні роботи в західно-українській нафтогазоносній провінції

### Дослідження українських Карпат

#### Вагомі імена дослідників
Історія геологічної вивченості Українських Карпат налічує більше століття. На прикладі Альп і Карпат вперше була розроблена концепція покривної будови геосинклінальних систем. З вивченням геологічної будови Карпат пов'язані імена:
- Б.Зюса,
- М.Лімановського,
- В.Уліча,
- Р.Зубера,
- Д.Андрусова,
- Г.Свідзінського,
- К.Толвінського.

Великий несок взробили
- О. О. Богданов,
- М. Р. Ладиженський,
- О. С. Вялов,
- В. М. Утробін,
- В.Є Хаїн,
- Я. О. Кульчицький,
- Д. П. Резвой,
- Г. Н. Доленко,
- С. І. Суботін,
- В. І. Антіпов,
- В. І. Славін,
- В. Б. Сологуб.

Основний внесок у регіональне вивчення Карпат зробили сучасні геологи та геофізики такі, як:
- В. В. Глушко,
- С. С. Круглов,
- І. Б. Вишняков,
- М. Я. Вуль,
- Х. Б. Заяць,
- 3.С.Герцик,
- Ю. З. Крупський,
- М. С. Яриш,
- Б.Івахів,
- В. Я. Біліченко,
- М.Д Будеркевич,
- М. Ю. Войціцький,
- П.М Шеремета.
- О. Т. Шуфлат,
- В. В. Гневуш,
- І. Я. Яремин.

#### Механізм дослідження
Довготривалий і безперервний процес пізнання основних закономірностей глибинної будови базується на даних геофізичних методів, глибокого та надглибокого буріння. Комплексна інтерпретація геолого-геофізичних матеріалів дозволяє в певній мірі спрогнозувати основні закономірності тектонічних рухів блоків фундаменту, з'ясувати роль консолідованої основи у формуванні сучасної структури осадового чохла.
Багаторічні геологічні та геофізичні дослідження були зосереджені в межах відомих нафтогазоносних зон Передкарпатського прогину. Завдяки цьому були відкриті Битківське, Долинське, Бориславське, Спаське, Уличнянське, Стинавське нафтові родовища, які приналежні до Бориславсько-Покутської зони. В мезозойських та неогенових відкладах Більче-Волицької зони та Закарпатського прогину відкриті Дашавське, Більче-Волицьке, Угерське, Рудківське, Опарське, Летнянське, Солотвинське, Русько-Комарівське та інші газові родовища.
З метою вивчення глибинної будови Українських Карпат, пізнання основних закономірностей осадконакопичення, літології, тектоніки, магматизму, метаморфізму в рамках ІХ робочої групи Міжнародного геодинамічного проекту (МГДП) були відібрані три основні, ортотональні до карпатського простягання перетини:
1. Чоп — Ужгород — Самбір — Горохів
2. Берегово — Долина — Вишневець
3. Рахів — Коломия — Городок.

Вибір цих напрямів аргументований тим, що по них відпрацьовані регіональні профілі КМЗХ-ГСЗ або КМЗХ (1965-68 рр.), які в більшості випадків супроводжуються профілями пробурених глибоких та надглибоких свердловин.

#### Результати робіт
Згідно матеріалів ГСЗ, МВХ, КМ3Х, гравіметрії, магнітометрії вдалось простежити основні межі розділу осадового чохла та консолідованої основи регіону, спрогнозувати глибини залягання мезо-палеозойського ложа гірської споруди Карпат. І в результаті виконаних досліджень КМЗХВ-ГСЗ (1965-1975 рр.) вивчена поверхня кристалічного фундаменту в межах південно-західного закінчення Східно-Європейської платформи і протерозойсько-палеозойської основи Передкарпатського прогину.
В 1978 р. геофізиками ЗУГРЕ Х. Б. Заяць, В. Я. Біліченко та ін. виконаноузагальнення наявної геолого-геофізичної інформації в регіоні і збудована «Схема поверхні кристалічного фундаменту і доальпійської основи» в масштабі 1:200000. Тут простежені межі основних структурно-формаційних зон західних областей України, протрасовані регіональні диз'юнктиви. Передкарпатський глибинний розлом на північному сході обмежує розповсюдження крейдяно-палеогенових відкладів флішевих Карпат, Краковець- цо-Верховинський на південному заході — платформові мезозойські утворення.

#### Продовження вивчення регіону
Новий етап реанімації вивчення регіону розпочався з відробки сітки регіональних профілів методом спільної глибинної точки (МСГТ) у 1972 р. Завдяки отриманню суттєвого приросту глибинної корисної сейсмічної інформації вдалось не тільки уточнити геологічну будову Карпатської гірської споруди з прилягаючими Передкарпатським та Закарпатським прогинами, а в багатьох випадках створити нову, принципово іншу, глибинну модель досліджуваної території. Це, в першу чергу, торкається трасування північно-східної межі поширення алохтону Бориславсько-Покутської зони, зчленування епікаледонської молодої Західно- Європейської та древньої Східно-Європейської платформ. Окремою проблемою постає вивчення піднасуву Покутсько-Буковинських Карпат.

### Програма сейсморозвідувальних робіт

#### Суть програми
В 1994 році спеціалістами ЗУГРЕ була складена «Програма регіональних сейсморозвідувальних робіт МСГТ в Західно-Українській нафтогазоносній провінції на період 1994-2000 рр. і на перспективу до 2010 року». Через обмеженість асигнувань на ГРР ця програма не була реалізована в повному обсязі.
В результаті відробки регіональних профілів:
1. РП-1 (Чоп — Великі Мости) загальною довжиною 186 км,
2. Р-2 (Берегово — Перемишляни) — 243 км,
3. Р-5 (Гринява — Чернівці) — 177 км,
4. Р-10(Городок-Красноїльськ)- 116 км,
5. РП-4 (Косів-Мельниця-Подільська) — 60 км,
6. РП-11 (Великі Мости — Глибока) — 193 км;

вдалось отримати інформативний сейсмічний матеріал, який висвітлює геологічну будову Складчастої споруди Карпат до глибин 12- 18 км. На наш погляд, ці глибини контролюють потужність осадової товщі крейдяно-палеогенових утворень геосинкліналі.
Вагомий приріст геологічної інформації отриманий в результаті комплексної інтерпретації геолого-геофізичних даних по регіональних (рекогносцирувальних) профілях МСГТ в регіоні. Це в першу чергу стосується трасування північно-східної межі поширення складчастих утворень алохтону Бориславсько-Покутської зони. Основною перепоною, яка стала на шляху руху флішевих мас карпатського покрову на платформу, був довгоживучий Передкарпатський глибинний розлом з амплітудою скиду біля 3000 м. Він має регіональне розповсюдження і чітко фіксується на часових розрізах РП-1 (ПК.80.00) та РП-2 (ПК.739.00). Впритул до площини цього скиду простежуються чолові лінії палеоге- нових антиклінальних складок, які об'єднуються в окремі лінії палеогенових піднять. Ці лінії (Дережицько — Трускавецько — Довголуцька, Лисовицько — Підберезька, Зарічансько Путильська) є об'єктами досліджень подальших геологорозвідувальних робіт на нафту та газ.

#### Профіль РП-4a
Цей профіль перетинає Прикарпатську рівнину, початком своїмnзаходячи в низькогіря Карпат. На часовому розрізі профіля, в тій його частині яка відповідає Більче-Волицькій зоні, в сармат-баденському комплексі простежується Старо-Косівська, Косівська, Рожнівська, Радівська, Джурівська структури. По гіпсоангідритовому (ГА) та
юрському (J) відбиваючих горизонтах чітко виділяються Косівський скид з амплітудою 500 м та ряд менш амплітудних порушень. Домінуюче положення на часовому розрізі займає інформація про Іспас-Міліївську смугу дислокацій. Отримані дані переконливо свідчать про те, що палеозойські та протерозойські відклади тут слабо дислоковані, оскільки в її товщі простежуються чіткі відбиваючі границі. По відбиваючому горизонту АК спостерігається підняття поверхні кристалічного фунда- менту на північний схід.

#### Профіль РП-10
Його (профіль) було відроблено з північного заходу на південний схід від Парищенської ділянки поблизу Коломиї до кордону з Румунією. Профіль освітлює умови залягання неогенових, мезозойських, палеозойських та протерозойських відкладів, а також характеризує земну кору до глибин 30 км. Виділений відбиваючий горизонт в товщі архейських відкладів, ряд поперечних порушень, найбільш крупним з яких є Банилівський розлом з амплітудою 1000 м.

#### Останні профілі
Останніми, в 2001-2003 р.р. були відроблені профілі РП-5 і РП-11. На профілях виділяються три групи відбитих хвиль: в товщі кайнозойсько- палеозойського осадового чохла, від покрівлі дорифейського кристалічного фундаменту. На профілі РП-11 у фундаменті спостерігається серія виступів і врізів. Врізи можуть бути виповнені осадовими відкладами валдайської серії і представляти певний інтерес в нафтогазоносному відношенні.
Крім сейсморозвідувальних робіт по профілях РП-4а, РП-11, РП-5 виконані гравірозвідувальні, магніто розвідувальні і електророзвідувальні (методами МТЗ і ЗСБЗ) роботи.

#### Формування співпраці міжнародного рівня
З 1993 року започаткована тісна співпраця геологічних служб України, Польщі, Чехії та Словаччини. Підставою для такої співпрацібула ініціатива про створення Об'єднаного Геофізичного Банку Даних у Карпатському регіоні. Зрозуміло, що геолого-геофізичні дослідження в рамках пограничних територій проводяться кожною країною окремоbвпродовж багатьох років. Отримані дані оброблялись незалежно і через це не можуть бути уніфіковані у відповідності до стандартів Європейського Союзу. Крім цього, немає чіткої ув'язки тектонічних елементів вищого рангу в прикордонних смугах сусідніх з Україною країн.
Впродовж 1993—2008 рр. проводились неодноразові зустрічі фахівців країн-учасниць, метою яких є уточнення геотектонічної моделі Карпат, Передкарпатського та Закарпатського прогинів і Східноєвропейської платформи, вияснення пропозицій щодо створення уніфікованих геологічних даних Карпатського регіону для цілей енергетики та проблем довкілля. В квітні поточного року відбулась розширена Вчена Рада УКрДГРІ з залученням спеціалістів «НАК», «Нафтогаз України», «ПІГГК НАН України», «ДП», «Західукргеологія», «ЗУГРЕ», «Карпатського відділення Інституту геофізики ім. С. І. Субботіна», «ІФНТУНГ». На зустрічі були обговорені проблеми глибинної будови регіону, виконання програми регіональних геофізичних робіт в Карпатському регіоні, створення єдиної геодинамічної моделі Карпат та прилеглих територій, прогноз перспектив нафтогазоносності.
Для вирішення ключових проблем нафтогазової геології регіону були подані конкретні пропозиції по реалізації поставлених завдань, які були трансформовані в, Програму вивчення геологічної будови та газоносності Львівсько-Люблінської западини, Передкарпатського прогину та Складчастих Карпат.
В рамках приграничного співробітництва між Чехією та Україною підготовлена програма регіональних геофізичних робіт (сейсморозвідка МСГТ, граві-та магнітометрія, термометрія), яка націлена на поповнення енергетичних ресурсів вуглеводнів, створення єдиного уніфікованого банку геолого-геофізичних даних.

## Пошуково-розвідувальні геофізичні роботи і підготовка нафтогазоперспективних об'єктів до буріння
Західно-Українська геофізична розвідувальна експедиція була організована в травні 1948 року в складі нині діючого Державного геофізичного підприємства «Укргеофізика» з метою розширення пошуково-розвідувальних робіт на нафту і газ в Західному регіоні України та Молдовії. З самого початку експедиція застосовувала різні геофізичні методи: гравіметрію, магнітометрію, електророзвідку, але найбільшу частину в об'ємах геофізичних досліджень завжди займала сейсморозвідка. До 1959 року в складі експедиції були також виробничі підрозділи для виконання геофізичних досліджень у свердловинах.
Розпочавши свою діяльність з вивчення перспектив нафтогазоносності Більче-Волицької зони Передкарпатського прогину, ЗУГРЕ згодом проводила роботи у всіх структурно-тектонічних одиницях: південно-західному закінченні Східноєвропейської платформи, Передкарпатському і Закарпатському прогинах та Складчастих Карпатах. Ми пишаємось тим, що більшість відомих сьогодні родовищ нафти і газу Прикарпаття відкриті. на геологічних структурах, які виявлені, підготовлені та передані під глибоке буріння нашою експедицією.
Коефіцієнт успішності в різні роки коливався в межах 0,4-0,6. Ці визначні успіхи в значній мірі були досягнуті ЗУГРЕ завдяки тому, що при реалізації повного циклу геофізичних досліджень допроектні роботи, проектування, виконання польових робіт, обробка, геологічна інтерпретація та підготовка рекомендацій на постановку опорно-параметричного та пошукового буріння — всі роботи виконувались при тісній співпраці та безпосередній участі фахівців наших замовників, таких як Державна геологічна служба України, ДГП «Укргеофізика», ДП «Західукр-геологія», Українського Державного геологорозвідувального інституту та структурних підрозділів НАК «Нафтогаз України» і ВАТ «Укрнафта».
За 60 років діяльності експедицією відроблено понад 150 000 погонних кілометрів сейсмічних профілів, що дало можливість підготовити близько 300 перспективних структур площею 2850 км² та початковими видобувними ресурсами 486 млн.т. умовного палива.
На 1 січня 2008 року у фонді підготовлених на ліцензійних ділянках ДІЇ «Західукргеологія» знаходяться 2 структури: Північноблажівська і Північногородоцька. Крім того, у фонді Державної геологічної служби числиться ще 22 структури, підготовлені до пошукового буріння у:
1. Львівській області
  1. Боратицька,
  2. Волицька,
  3. Північнозаводівська,
  4. Любинівська,
  5. Махлинецька,
  6. Шегинська,
  7. Західномакунівська;
2. Івано-Франківській області:
  1. Ілемківська,
  2. Кучерська,
  3. Липовецька,
  4. Пігівська,
  5. Південномонастирецька,
  6. Північно-гвіздецька,
  7. Чемигівська;
3. Чернівецькій області:
  1. Олександрівська,
  2. Магурська;
4. Закарпатській області:
  1. Данилівська,
  2. Дібровська,
  3. Лучківська;
5. Волинській області:
  1. Літинська.

Для НАК «Нафтогаз України» та ДК «Укргаз-видобування» в останні роки експедицією підготовлено Південнобуштинську, Дубаневицьку, Колбаєвицьку, Данилівську, Східногаївську структури.
Регіон покритий гравіметричною та магніто-метричною зйомками масштабу 1: 50 000. В 1987 році ЗУГРЕ вперше в Україні здійснила ЗД зйомку на площі Летня, яка нині відома як газоконденсатне родовище. ЗУГРЕ також виконує сейсмокаротажні дослідження в свердловинах методикою ВСП-БПГС, геохімічні, електрометричні та інженерно-геологічні дослідження.
На вугільних родовищах Львівсько-Волинського басейну нами успішно вирішена задача по картуванню малоамплітудних тектонічних розривів сейсмічними методами в комплексі з вимірюванням природного імпульсного електроматнітного поля Землі за допомогою розробленого в ЗУГРЕ радіохвильового приладу, що фіксує зони напружено-дефор- мованого стану порід.
Експедиція має в своєму активі значний досвід вирішення інженерно-геологічних задач з вивчення зсувних процесів, карстонебезпечних ділянок, пошуків водоносних горизонтів та облаштуванню свердловий на питну та технічну воду, а також будівництво житлових та виробничих об'єктів.
Обробка сейсмічної інформації виконується в обробляючих системах: SPS-РС під управлінням операційної системи Windows 98/NT/2000/ХР та РгоМАХ під управлінням операційної системи SOLARIS на робочій станції SUN Space Ultra 60. Передові технології комплексної інтерпретації геолого-геофізичних даних в нафтогазовій промисловості вирішують різноманітні геологічні задачі з метою прогнозу, міграції, акумуляції вуглеводнів та формуванню родовищ нафти та газу у фундаменті і осадовій товщі різних за будовою структурних форм Земної кори. Основна мета вищевказаних технологій-створення та побудова більш достовірних глибинних геологічних моделей, які є базовими для геолого-економічної оцінки підготовлених об'єктів, корегування пошуково-розвідувального та експлуатаційного буріння.
Колектив експедиції робить перші кроки з освоєння та втілення у виробництво ефективних інтерпретаційних систем, зокрема, сучасного продукту фірми GeoGRAPHIX 2D та 3D сейсморозвідки, що дало можливість суттєво підвищити продуктивність та ефективність геолого-розвідувальних робіт в нафтогазовій промисловості Заходу України. Актуальними сьогодні є сейсмічні дослідження ВСП-БПГС, що дають можливість вирішувати складні геологічні задачі з вивчення структурної будови навколосвердловинного простору, уточнення місцеположення диз'юнктивів, прогнозу перспектив нафтогазоносності об'єктів.
Крім обробки сейсморозвідувальної інформації виконувалась обробка матеріалів електророзвідувальних робіт, одержаних ЗСБЗ, та геохімічних даних. Виконуються роботи з метою створення банку даних (БД) первинних матеріалів профільної сейсморозвідки на замовлення НАК «Нафтогаз України» та регіонального банку даних ДГП «Укргеофізика», а також роботи з оцифрування та архівації аналогових 2А-канальних сейсмограм.
Станом на 1 січня 2008 року за оцінкою фахівців УкрДГРІ початкові геологічні ресурси вуглеводнів Заходу України становили 1435,5 мли. умовного палива, у тому числі нафти 460,8 млн.т., конденсату 5,9 млн.т., вільного газу 811,4 млрд.м, розчиненого газу 157,4 млрд.м.
Завдяки клопіткій та наполегливій праці фахівців різних рівнів і експедиції в останні роки на підготовлених структурах в межах Західного регіону відкриті Блажівське, Страшевицьке, Микуличинське нафтові, і Вижомлянське, Любешівське, Лугівське, Стриганецьке, Старобогородчанське, Макунівське, Добрянське, Орховицьке та інші родовища газу, що дало можливість стабілізувати та наростити видобуток вуглеводнів на теренах Прикарпаття.

## Впровадження та розвиток нових способів та методик сейсморозвідки
Ефективність того чи іншого геофізичного методу в конкретних фізико-геологічних умовах визначається техніко-методичним рівнем виконання робіт: польових спостережень, обробки інформації, геологічної інтерпретації отриманих даних. Це ж стосується і сейсмічного методу розвідки корисних копалин.
Оскільки сейсморозвідка в ЗУГРЕ завжди займала провідне місце серед інших геофізичних методів, то зрозуміло, що удосконаленню сейсмічного методу постійно приділялася особлива увага. Розвиток методики і техніки сейсморозвідки обумовлювався необхідністю рішення пових, все більш складних геологічних завдань, наприклад: збільшення глибинності розвідки, підвищення достовірності геологічних результатів з умовах слабих відбиваючих границь, інтенсивних хвиль-завад і горизонтального градієнту швидкості пружних коливань, вивчення крутозалягаючих горизонтів в Бориславсько-Покутській зоні і Складчастих Карпатах, пошуки нетрадиційних пасток вуглеводнів, прогнозування геологічного розрізу та ін.
Це змушувало геофізиків ЗУГРЕ постійно шукати нові, більш досконалі техніко-методичні засоби для вирішення цих завдань — удосконалювати існуючі і розробляти нові методики і
апаратуру для сейсмічних досліджень. Так, для проведення сейсморозвідки у внутрішній зоні Передкарпатського прогину працівниками окспедиції В. Д. Зав'яловим і О. М. Столяровою в 1954 році була запропонована і розроблена методика масових просторових сейсмозондувань на відносно невеликій площі з метою нагромадження даних про просторове положення відбиваючих елементів. Виявлена при цьому закономірність в розташуванні відбиваючих елементів визначає характер глибинної будови. Отримані дані: глибина, кут нахилу, азимут падіння відбиваючих границь узагальнювалися шляхом складання на їх основі розрізів і структурних схем.
Методику МПЗ автори ще назвали «пошук відбить». Цей методичний прийом полягає в тому, що кожне сейсмозондування відпрацьовується з 4-5, а часто і більшого
числа пунктів вибуху, розташованих на різній віддалі і в різних азимутах від центру зондування. Таким чином, нижній півпростір ніби «прощупується» і експериментально визначається найкраще розташування сейсмоприймачів відносно точки збудження коливань, при якому можлива найчіткіша реєстрація відбитих хвиль. Застосовувались різні схеми просторових сейсмозондувань: хрестові, «зірочки», трикутні, квадратні та ін.
Ціле десятиліття, з 1954 р. до 1964 р., методика МПЗ була основною методикою сейсмічної розвідки перспективних ділянок Бориславсько-Покутської зони, де через складні сейсмогеологічні і орогідрографічні умови проведення сейсмічних досліджень методикою неперервного профілювання було дуже ускладнене або взагалі неможливе. В практичному застосуванні і удосконаленні методики МПЗ в Передкарпатті, крім авторів даної методики, брали участь інженери-геофізики: І. З. Гонтовий, С. А. Суходолець, А. Л. Адамович, А. І. Бойко, І. І. Хараз, Б. І. Івахів, О. П. Самойлюк, Л. І. Іващук, І. М. Партола, Л. М. Адамович.
З 1959 р. в Бориславсько-Покутській зоні почали застосувати метод РНИП (П. В. Кейван, О П.Самойлюк, В. Я. Бендерський), який поступово стлїо витісняти о методику МГІЗ завдяки більшій 0 достовірності розпідувальних результатів. В 1962 р. метод РН був успішно мастосований в умовах платформи (Львівський палеозойський прогин), де вперше отримали крутонахилені відбиваючі границі в палеозої (І.0. Койван, Д. Н. Лящук).
В 1958 р. геофізики ЗУГРЕ В.Д Зав'ялов, Е. П. Анкудінов, В. М. Бойко, І.А Васильєв, Л. Д. Райхер, І. Л. Хараз запропонували новий спосіб епоморозвідки-спосіб плоского фронту (СПФ) (авт. свід. Ме 126274).
Суп Його полягає в збудженні пружних коливань на великій базі, значно більший довжини сейсмічної хвилі, і прийомі коливань на цій же базі. В результаті одночасного збудження коливань в різних точках на великій (пи (оптимальною базою на основі багатьох експериментів була прийнята база 500—600 м при віддалі між пунктами вибуху 175—100 м) на певний глибині формується, плоский» фронт падаючої хвилі (точніше, шипидричний (фронт), яка, відбиваючись на акустичних границях, сторюпала, плоскі фронти відбитих хвиль, що реєструвалися натпоперміи землі
Спосіб о плоского фронту — ефективний методичний прийом мкпоморотидки в умовах пологого залягання границь. Він знайшов широко «стосування в Більче-Волицькій зоні Передкарпатського проупину пи Полипо-Подільському закінченні Східно-Європейської платформи М 1959—1962 р.р. ним відпрацьовано тисячі пог.км сейсмічних профути, лосягпута найвища, порівняно з іншими методиками, продуктивність праці (до 80-100 пог.км за місяць однією 26-канальною сейсмостатистю і до 600 км — за літній польовий сезон). СПФ набув широкого поширення і в інших регіонах колишнього Союзу, зокрема в Пополяй, Середній Азії (Туркменія), Область застосування СПФ обмежена районами з пологим заляганням осадкових порід. З метою удосконалення цього способу, розширення області його застосування В. Д. Зав'ялов і Л. Д. Райхер в 1959 р. запропонували спосіб керованого плоского фронту, який передбачає формування плоского фронту хвилі із заданим нахилом, що реалізується шляхом послідовного збудження пружних коливань з однаковими часовими інтервалами між сусідніми точками (авт. свід. М127431). Завдяки такому способу можна змінювати орієнтацію фронту сумарної хвилі в просторі і посилати збуджену сейсмічну енергію в потрібному напрямку.
Подальшим розвитком інтерференційних систем на збудженні коливань був запропонований у 1962 р. Л. Д. Райхером, Ю. А. Васильєвим та ІЛ.Харазом (вже співробітниками УкрНДГРІ) метод регульованого керування фронтами сейсмічних хвиль (авт.свід. М 166502). Цей метод передбачає збудження коливань елементарних джерел, розміщених по лінії чи площі на різних віддалях один від одного з неоднаковими часовими затримками, що дозволяє формувати фронти падаючих сумарних хвиль довільно заданої форми. В розробці методики польових робіт, обробки та інтерпретації сейсмічних матеріалів вказаних способів, крім авторів, активну участь брали інженери-геофізики В. Я. Бендерський, В. М. Бойко, Р. А. Бобівський, 3.С.Герцик, Т.3.Вербицький, Д. Н. Лящук.
В 1962 р. В. Д. Зав'ялов запропонував методику, змінної різниці і суми для боротьби з регулярними хвилями-завадами. Методика була випробувана на платформі дослідно-методичною партією (Д. Н. Лящук, Р. А. Бобівський) і дала позитивні результати.
В 1966 р. В.ДЗав'яловим і Д. Н. Лящуком запропонований спосіб інтегрального прийому (ІП) сейсмічних хвиль (авт. свід. Хе 253393) -гостронаправлену інтерференційну систему на прийомі. Дослідні роботи, виконані в 1966 і в наступні роки в північно-східній частині платформи, підтвердили високу ефективність способу ПІ для послаблення перегулярних 1 різних типів регулярних хвиль-завад (крім кратних). Слід відзначити активну участь і значний творчий внесок інженера-геофізика 0. В.Синяка у виконання дослідних робіт з експериментальної перевірки ефективності способу ШІ на різних ділянках платформи в 1966-68 рр.
1966 р. — початок впровадження в ЗУГРЕ нового ефективного метоличиого прийому сейсморозвідки — спільної глибинної точки (СГТ), який передбачає проведення польових робіт системами багатократних спостережень (Маупе Нагту, 1956). Спочатку метод СГТ був випробуваний і ппроваджений на платформі (Львівський палеозойський прогин), а потім — т усіх структурно-тектонічних зонах Карпатського регіону, і ось уже понад 10 років є основним методом сейсмічної розвідки в усіх нафтогазоносних репоних України, ефективним способом боротьби з кратними хвилями.
В 70-х — 80-х роках в ЗУГРЕ були поширені різні модифікації багатократних систем спостереження, такі як повздовжньо-неповздовжнє профілювання, поздовжньо-поперечне профілювання, широкий профіль, криволінійний профіль, методика контурної сейсморозвідки, які в кінцевому результаті реалізувалися через обробку методами спільної глибинної точки і різночасового сумування сейсмічних сигналів. Ці методичні прийоми сприяли підвищенню ефективності сейсморозвідки і відкриттю нових нафтових і газових родовищ в Передкарпатському і Закарпатському прогинах, Складчастих Карпатах і на Волино-Подільському закінченні Східно-Європейської платформи. Активну участь у впровадженні методу СГТ і його модифікацій у виробництво, обробці та інтерпретації сейсмічних матеріалів брали інженери-геофізики та геологи:
- Л. М. Адамович,
- А. І. Бойко,
- В. М. Бойко,
- Р. А. Бобівський,
- О Д.Брикса,
- В. Л. Будний,
- М. Д. Будеркевич,
- М. Д. Витрикуш,
- М.Ю Войціцький,
- М. П. Гатала,
- І. Я. Дьякон,
- Г. І. Завгородня,
- М.М Зубашевський,
- Б. І. Лвахів,
- Г. І. Іванова,
- П. В. Кейван,
- В. І. Кошуба,
- В. І. Кулініч,
- Д. Н. Лящук,
- І. Х. Монюх,
- Я. М. Огородник,
- Г. П. Пенцак,
- В. І. Петрович,
- В. О. Раєвський,
- Р. Р. Сенів,
- В.В Синяк,
- О. П. Симоненко,
- М. О. Скальський,
- Є.Слісарчук,
- В. Г. Сокол,
- М. П. Степанюк,
- О. Ю. Федотов,
- Г. С. Ханов,
- В. Д. Чебан,
- М.О.Шекета,
- П. М. Шеремета,
- О. Т. Шуфлат,
- О. С. Щелкунов,
- Ю. Л. Янишин,
- М. С. Яриш.

Низька якість сейсмічних матеріалів на Волино-Подільському закінченні Східно-Європейської платформи змушувала геофізиків ЗУГРЕ постійно удосконалювати
методику сейсморозвідки в цій зоні. Після детального вивчення хвильопого поля у 1984—1985 рр. старший геофізик М. П. Гатала встановив природу хвиль-завад і на цій основі запропонував методику багатолінійного групування сейсмоприймачів (варіант площинного групування), яка дозволяє більш достовірно стежити сейсмічні страниці вскладних поверхневих умовах платформи.
Протягом останніх 30 років невирішеною проблемою є прогнозування геологічного розрізу і пошуки пасток нафти і газу неантиклінального типу. Для вирішення цієї проблеми в дослідно-методичній партії випробовувались різні методики, вивчалися амплітудні, частотні, Чазові характеристики сейсмічного поля, обмінні і поперечні хвилі, пикористовувався комплекс сейсморозвідки, електророзвідки і геохімії, В ньому напрямку активно працювали:
1. Інженери-геофізики:
  1. В. А. Борсук,
  2. М. М. Введенська,
  3. М. П. Степанюк,
  4. М. М. Фреїк,
  5. Л.Б Швець,
  6. Я. В. Назар,
  7. Р. П. Манзик,
  8. Т. М. Йосипенко,
2. Геологи і геохіміки:
  1. М. Д. Будеркевич,
  2. П. М. Бодлак,
  3. М. Ю. Войціцький,
  4. О. О. Борковський,
  5. С. В. Максимук,
  6. В. М. Степанюк,
  7. Д. Л. Петровський,
  8. І. К. Яримович,
  9. I.Я.Яремин.

Виконані значні обсяги польових робіт ті обробки матеріалів з використанням спеціальних програм, але олиозначних результатів не отримано. Достовірність прогнозу залежить
нідо багатьох факторів, врахувати які на сучасному рівні розвитку геофізичних методів не вдається.
Рішення цієї складної проблеми треба шукати на шляху реалізації методів взаємодії геофізичних полів, наприклад, «Тмулюванні сейсмічного | поля постійним електричним полем(ДИ Лящук, АЛ.Бойко, В. Н. Бойко, М. М. Фреїк, 1982 р. авт. свід. МТО15190) ї природного електричного поля сейсмічним (Д. Н. Лящук, 0 О Лизун, 1988). Суть ефектів, які виникають при взаємодії геофізичних полів полягає в тому, що вплив поля певної фізичної природи (пружного або електричного) на середовище спричиняє відхилення системи від
рівноважного стану, причому виникає відклик середовища в іншому фізичному полі. Як самі ефекти, так і параметри, що їх характеризують, тісно пов'язані із структурою породи, її складом, напруженим станом, властивостями насичуючого флюїду. Встановлені чіткі зміни аномалій природного поля над нафтогазовими покладами при вібраційній дії на
середовище. На цій основі Д. Н. Лящуком і С. О. Лизуном у 1998 р. після багатократних випробувань на різних нафтових і газових родовищах Прикарпаття запропонований спосіб прогнозування нафтогазових покладів (патент України Мо 2872284).
Сьогоднішній важкий економічний стан галузі значно обмежив можливості випробування і впровадження нових техніко-методичних прийомів, відбувся значний відплив висококваліфікованих фахівців, та незважаючи на скруту, колектив експедиції працює, виконує державні замовлення і сподівається, що керівництво держави буде сприяти розвитку геологорозвідувальної галузі України.

## Впровадження та вдосконалення геофізичної апаратури та обладнання
Польова розвідувальна геофізика з моменту виходу на промислові обсяги роботи була нерозривно пов'язана | із застосуванням найсучаснішого обладнання і апаратури. Серійний випуск сейсмостанцій для сейсморозвідувальних робіт в усьому світі невпинно зростав, а починаючи з кінця 60-х років, коли почали масово застосовувати метод СГТ (спільної глибинної точки), рахунок пішов на тисячі одиниць для кожної марки сейсмостанцій. В той же час заводи-виробники випускали сейсмостанції в так званому універсальному варіанті і використання їх на різних сейсмічних методах вимагало певних доробок і вдосконалень.
Велика кількість одержаних сейсмічних записів вимагала автоматизації процесу обробки і побудови розрізів, оскільки, ручні» способи були малопродуктивними чи взагалі не піддавались реалізації.
В 1969 році в дослідно-методичній партії ЗУГРЕ був розроблений і виготовлений робочий макет автоматичного побудовувача сейсмічних розрізів регульованого направленого прийому — АПСР РНП (автор пропозиції і розробник пристрою — інженер Шевчук М..). В цьому ж році на АПСР були побудовані перші розрізи РНП і співставлені з розрізами ручної побудови. Беззастережна перевага була на боці машини як в продуктивності праці, так і в отриманому результаті, що було особливо важливим. Протягом наступних років на АПСР побудовано майже 2000 пог.км розрізів РНП, аж до часу введення відповідних програм на ЕОМ «Мінськ-32» в 1974 р. Цьому сприяла активна участь у цьому процесі геофізиків Бобівського Р. А. та Кейвана П. В.
Можна вважати, що саме з 1969 року почалася активна робота в експедиції як з вдосконалення серійної, так і виробництва власної геофізичної апаратури і допоміжних пристроїв до неї.
Для подальшого розвитку цих робіт в 1972 році була створена дослідна дільниця (керівник — Демида С. Й.) в складі дослідно-методичної партії Хе 63 (начальник партії Ляшук Д. Н.). Основним завданням нового підрозділу було вдосконалення польової сейсморозвідувальної апаратури.
Масова електрифікація народного господарства висунула перед сейсморозвідкою нові проблеми. На сейсмічних записах дедалі частіше почала фігурувати перешкода частотою 50 Гц від ліній електропередач (ЛЕП), а серійні сейсмостанції не мали на той час відповідних фільтрів для її заглушення. Дослідна дільниця успішно справилася з цим завданням, режекторні фільтри марки РФ-50 почали масово застосовуватись в сейсмостанціях типу СМОВ-0-24 не тільки в ЗУГРЕ, але й в інших експедиціях (автор розробки А. Котельников).
В той же час сейсмостанції дообладнувалися комутаторами каналів Для роботи методом (ГТ, були розроблені прилади для тестових перевірок сейсмоприймачів і сейсмокіс в польових умовах, пристрій радіокерування вибухом і передачі відміток моменту вибуху і пертикального часу по радіоканалу УРВ (розробники — Демида С. И. та Говда Л. В.), пристрій вводу-виводу інформації для ВОМ з Мінськ-32.
Виконання значних об'ємів робіт і бурхливий науково-технічний прогрес в галузі вимагали реорганізації і в 1976 році було створено дослідне виробництво як окремий структурний підрозділ експедиції (корівник Синиця В. Я.) Був значно посилений інтелектуальний потенціал виробництва за рахунок висококваліфікованих інженерів, конструкторів з інших організацій, оновлено обладнання. Розширювалась номенклатура продукції, розроблялися нові пристрої для синхронізації і контролю роботи невибухових джерел збудження типу сейсмодін, системи спарення сейсмостанцій через радіоканал, пристрої вводу
формації в БОМ типу ЄС.
Масовий перехід в ці роки на сейсмостанції з цифровим записом, що мали в своїй заводській комплектації майже всі допоміжні пристрої, що випускались дослідним виробництвом, поставило необхідність його переорієнтації на випуск іншої продукції. Був взятий курс на розробку пристроїв візуалізації сейсмічної інформації, результатом чого став розроблений і впроваджений у виробництво растровий фотопобудовувач сейсмічних розрізів — РАПАН, фактично фотоаналог сучасних широкоформатних плотерів (розробник Михайлик Ю.). Він постійно вдосконалювався і експлуатувався в багатьох геофізичних експедиціях колишнього Союзу, а також за кордоном (В'єтнам).
Технічний прогрес в електроніці з його надшвидкими темпами суттєво відбився і на розвитку дослідного виробництва: дрібносерійні партії продукції зі значною долею ручної праці не могли конкурувати з промисловими як за ціною, так і за іншими параметрами.
Наприкінці 80-х років почався процес поступового згортання виробництва. В 90-х роках воно було значно скорочене і знову перейшло в ранг дільниці в складі лабораторії вимірювальної техніки (ЛВТ). Але робота не припинялась і був створений радіохвильовий індикатор напруженого стану порід (РХІНДС-П-О3) — прилад для вивчення природного імпульсного електромагнітного поля Землі (розробник Івахів Б. В.). Прилад дозволяє визначити ділянки, де геодинамічний стан порід є високонапруженим, і прогнозувати з високою точністю зони можливих зсувів, обвалів, скидів, стан технічних споруд, таких як гідротехнічні
вузли різного роду, нафтогазопроводи та інші.
В подальшому прилад було модернізовано, що дало можливість записувати отриману інформацію в польових умовах у твердотілу пам'ять переносного блоку, а з нього безпосередньо вводити для обробки в персональний комп'ютер (розробник Вінницький В. О.).
Наступним кроком у розвитку цього напрямку була конструкторська розробка і виготовлення двох модернізованих приладів РХІНДС-ПМ, що дало можливість вдосконалити методику польових робіт, яка полягає у використанні одного приладу на контрольному пункті, що синхронно здійснює вимірювання ПІЕМПЗ з іншими приладами на ділянці досліджень з точною часовою прив'язкою, що дозволяє виключити в процесі обробки сторонні впливи.
Починаючи з кінця 1997 року, за ініціативою геофізиків ЗУГРЕ, разом з фахівцями науково-виробничої фірми «Інтелект» починаються роботи з модернізації сейсмостанції «Прогрес-2 (3)». Перший етап модернізації (1998 р.) полягав в тому, що функції систем управління, реєстрації, візуалізації, накопичення і кореляції замінені персональним
комп'ютером типу Моїероок і відповідним програмним забезпеченням. У 1999 р. модернізований зразок сейсмостанції, Прогрес-М. (2/3) успішно пройшов приймальні випробування і був рекомендований до впровадження у виробництво не тільки в ЗУГРЕ, але і в інших експедиціях ДГП «Укргеофізика».
Це дозволило продовжити експлуатацію морально і фізично застарілих сейсмостанцій типу «Прогрес» суттєво зменшити собівартість експлуатації, перейти на запис інформації на будь-які сучасні носії, спростити введення інформації для подальшої обробки, довести терміни зберігання польової інформації до 20-30 років і полегшити доступ до архівних матеріалів. Такі модернізовані сейсмостанції запрацювали в Київській ГРЕ, Східно-Українській ГРЕ, Придніпровській ГРЕ і Луганській ГЕ.
Такий підхід дав змогу модернізувати не тільки сейсмостанцію «Прогрес», а й відому електророзвідувальну станцію ДЕС-3, замінити її на «Прогрес-ЕР». Польові 4 випробування станції «Прогрес-ВР» проводились у 2001 р. в Більче-Волицькій зоні на свердловині Рудки-300 і на Волино-Подільському закінченні Східно-Європейської платформи на регіональному профілі РІП-4а. Дана станція успішно пройшла приймальні випробування і впроваджена у виробництво. Подальша модернізація сейсмостанцій «Прогрес-ЗМ» полягала у збільшенні канальності до 96 шляхом об'єднання двох 48-канальних сейсмостанцій, що дало змогу більш ефективно проводити сейсморозвідувальні роботи.
Паралельно з роботами по модернізації сейсмостанцій «Прогрес», в лютому-березні 1998 р. в рамках співпраці ЗУГРЕ і Спільного Українсько-Канадського підприємства, Коломийська нафто-газова компанія «Дельта», направляються на виробниче стажування в Канаду (м. Калгарі, Альберта) на запрошення компанії «Momentum Energy International Inc» два спеціалісти Борсук В. А. (начальник ПОГІ) і Назар Я. В. (геофізик оператор сейсмопартії Мо54) з метою освоєння роботи 120-канальної сейсмостанції «Bizon» і ознайомлення з сейсмічною системою «BIZON Jupiter» на основі 24-бітних дельта-сігма аналогово-цифрових перетворювачів. Це дало змогу не тільки успішно виконати сейсморозвідувальні роботи для компанії «Дельта» на Слобода-Рунгурській (Скибовий покрив) і Дебиславецько-Косачівській (Більче-Волицька зона) площах, а пізніше і орендувати відповідне сейсморозвідувальне обладнання для виконання інших сейсмічних досліджень на замовлення.
У 2003 р. експедиція отримує змогу придбати дві сейсмічні системи «BIZON Jupiter» та ефективно виконувати сейсмічні дослідження в різних структурно-тектонічних зонах західних областей України, зокрема в гірських умовах Карпат.
У 2004 р. в експедиції проходить оновлення вібраційних джерел збудження пружних коливань за рахунок більш потужних вібраторів СВ-20-150 виробництва Республіканського науково-виробничого унітарного підприємства «Сейсмотехніка БГУ». Впровадження таких вібраторів у технологічний процес ведення сейсморозвідки дало змогу досліджувати більш глибокозалягаючі цільові горизонти, отримувати краще співвідношення сигнал/завада.
Враховуючи нові вимоги замовників-інвесторів до проведення робіт 2D і 3D сейсмо-розвідки, експедиція у 2006 р. отримує наземну геофізичну телеметричну систему Input/Output System Four AC на 360 каналів з розширенням до 3000 каналів і контролер джерела Pelton. У квітні цього року виконувалися пуско-налагоджувальні роботи, а з серпня, разом з КГРЕ, СУГРЕ і ПГРЕ, — польові сейсморозвідувальні дослідження 3) на Дібровській площі, а в 2007 р. — на Мехедівсько-Голотовщинському родовищі в Полтавській області.
У 2001 р. виникає необхідність проведення глибинних регіональних сейсмічних досліджень, зокрема із залученням в комплексі з даними сейсморозвідки і гравірозвідки даних МТЗ, що давало можливість вивчати глибинну геологічну будову Карпатського регіону і Волино-Подільської окраїни Східно-Європейської платформи, оцінювати потужності осадового чохла з метою визначення напрямків подальших геолого-розвідувальних робіт на нафту і газ. Така магнітотелурична станція «ЛЕМАД-404М» була виготовлена у ЛЦІКД НАНУ-НКАУ і у 2001 р.
пройшла польові випробування на базовому пункті № 173-Янів та пункті № 5 регіонального профілю РІП4а, З допомогою цієї станції були отримані дані про глибинну будову земної кори на регіональних профілях РП-4а, РП-5, РП-11.
В подальшій співпраці з Львівським центром ІКД НАНУ-НКАУ було впровадження у виробництво середньочастотної «ЛЕМАД-411» і високо-частотної «Зонд» станцій для дослідження верхньої частини геологічного розрізу методом ЗСБЗ3.

## Електромагнітні дослідження
Електромагнітні дослідження в західних областях України виконані нерівномірно, Більш детально досліджені південно-західний край Східно-Європейської платформи, Передкарпатський і карпатський прогини, глибинна будова яких вивчалась у зв'язку з пошуками нафтогазових і вугільних покладів. Значно менше вивчені Складчасті Карпати, в межах яких проводились тільки крупномасштабні електророзвідувальні дослідження на окремих ділянках з метою пошуків рудних покладів, калійної солі, мінеральних вод. В межах Волино-Подільського краю платформи перші післявоєнні, маршрутні (1946—1947 рр., О.Н. Баланай, С. І. Субботін, І.Ф, Лебедь, Г. І. Круглякова) і площівні (1949 р., В. М. Каменкова) елекгророзвідувальні роботи методом вертикальних електричних зондувань проводились трестом «Геофізвуглерозвідка» на території Львівського прогину з метою дослідження вугленосних палеозойських відкладів. З 1948 р. по 1960р Західно-Українська геофізична розвідувальна експедіиція планомірно покриває територію Львівського прогину площівними зйомками методом ВЕЗ у зв'язку з пошуками структур, перспективних в нафтогазовому відношенні (І. В. Гапак, Г. М. Курсон, Л.ІПахольчук, Я. С. Санужак, Л. І. Штирьова), В результаті цих робіт висвітлені загальні риси геологічної будови дослідженої площі та виявлена ціла низка піднять опорного електричного горизонту високою опору, частина яких стала об'єктом подальших сейсмічних і бурових робіт.
В 1951—1956 рр. відділом геофізики Інституту геології корисних копалин (З. І. Клушин та ін.) виконані обширні геоелектричні дослідження методами ВЕЗ та електропрофілювання на території Волині і Поділля та проведена комплексна їх інтерпретація з даними гравітамнгніторозвідки.
Новий етап у розвитку електромагнітних досліджень починається у 70-80-х роках відповідно до загального прогресу в галузі у зв'язку з випробовуванням та впровадженням в практику розвідувальних робіт методу зондувань становленням електромагнітною поля в ближній зоні ЗСБЗ, які були розпочаті геофізиками Львівського філіалу Інституту
геофізики (ЛФІГФ) АН УРСР (Я. С. Сапужак, В. І. Шамотко, А. П. Кравчинш, А. Ф. Сапужак, Р. І. Кусайло) і продовжені працівниками ЗУГРЕ пдній частині Львівського палеозойського прогину (Л. І. Пахольчук, М. П. Зубашевська) та на Волині (М. М. Фреїк, П. М. Зубашевський та інші).
Одночасно цей період відзначився застосуванням сучасної цифрової техніки як для виконання польових робіт (станції ЦЕС-2 та модернізовані сейсмічні станції «Прогрес»), так і для обробки та інтерпретації отриманих матеріалів (ПЕОМ типу ІВМ-РС/АТ). Цими роботами встановлена можливість застосування методу в межах Львівського палеозойського прогину як для вивчення структури осадової товщі, так і для дослідження рифогенних силурійських відкладів, перспективних в плані нафтогазоносності. Тому не випадково метод ЗСБЗ, доповнений методами викликаної поляризації і природного поля, покладено в основу раціонального комплексу електрометричних нафтогазопошукових робіт і співробітниками УкрДГРІ (Р. С. Сейфуллін, І. В. Хавензон, М. Е. Портнягін та інші) в останні роки.
Трохи по-іншому, враховуючи специфіку геологічної будови та корисних копалин, розвивались електрометричні дослідження в Передкарпатському прогині. В післявоєнні 1946-1953 р.р. тут вико-нувались планомірні площівні дослідження працівниками різних територіальних геофізичних організацій (Ф. Д. Заболотний, З. Н. Курсакова, О. В. Мухін, О. П. Пушкін, П. С. Слободяник, О. В. Ручко та ін.) у зв'язку з інтенсивним вивченням Прикарпаття як нафтогазоносної провінції. Однак, на цій ниві електрометрія була витіснена точнішою сейсморозвідкою, і методи ВЕЗ тут лише почали застосовуватись з 1956 р. у зв'язку з пошуками родовищ калійних солей (Б. П. Бородін, 1.3.Ґонтовий, Р. В. Ковалик). Починаючи з 1962 р., електророзвідка диференційними методами профілювання і зондувань, завдяки розробкам співробітників ЛФ ІГФ АН УРСР (Я. С. Сапужак, В. І. Шамоzтко, А. Ф. Сапужак) успішно застосовується для пошуків та розвідки, крім згаданих вище покладів калійних і кам'яних солей, додаткових запасів сировини для Долинського, Болехівського і Дрогобицького соле- варильних заводів, а також родовищ самородної сірки на глибинах понад 100 м, які виявились занадто дорогими для буріння.
Наприкінці 70-х на початку 80-х років проведені специфічні дослідно- методичні електрометричні дослідження, пов'язані з прямими пошуками нафтогазових покладів, методом екранованого електроду, який опускався в свердловину (Л. І. Пахольчук).
Протягом 1967-1982 рр. методика пошуків та розвідки сірчаних родовищ у Передкарпатті електророзвідкою в комплексі з бурінням успішно розвивалась Комплексною геофізичною експедицією ВГО «Північукргеологія» (Г. П. Поморцев, Т. П. Поморцева).
У Складчастих Карпатах виконувались лише епізодичні електро-метричні дослідження методом ВЕЗ, електропрофілювання та природ-ного поля з метою пошуків зруденінь у районі Рахівського кристалічного масиву (І. В. Гапак, М. К. Гнилко, С. К. Вишинський, А. П. Кравченко).
На території Закарпатського прогину також велись різнопланові електрометричні роботи з метою пошуків як перспективних нафто-газових структур в основному методом ВЕЗ (О. А. Авраменко, Г. М. Кур- сон), так і рудних родовищ та окремих тіл методами ВЕЗ, профілювання, викликаної поляризації та природного поля (В. Є. Карабович, І. В. Гапак, М. К. Гнилко, С. К. Вишинський, А. П. Кравченко та ін.). Основні роботи групувались в районі Берегівського та Беганського родовищ поліме- талічних руд.
В 1993 р. на Котлярській ділянці проведені дослідження методом ЗСБЗ з метою з'ясування можливостей електророзвідки для розчле-нування розрізу в зоні ефузивів Вигорлат-Гутинського пасма (П. М. Зуба- шевський, М. М. Фреїк).
Слід також згадати про регіональні дослідження варіацій електро-магнітного поля Землі та глибинних магнітотелуричних зондувань, які виконувались ЛФ ІГФ АН УРСР і дозволили виявити Карпатську аномалію електропровідності та наявність надпровідного шару у верхній мантії (А. П. Бондаренко, А. І. Білінський, М. П. Бердичевський, М. С. Жда- нов, Ф. І. Сєдова та ін.).
З 2000 р. ЗУГРЕ виконує магнітотелуричні зондування по регіональ¬них профілях 4А, 5, 11 на південно-західному краю Волино-Подільської платформи. Роботи виконувались вітчизняною станцією ЛЕМАД-404М, розробленою і виготовленою Львівським центром Інституту космічних досліджень НАГІУ-НКАУ. Одержані нові дані про глибинну геологічну будову регіону.
Протягом майже 10 років (з 1999 року) експедиція проводить приповерхневі електрометричні дослідження зсувних явищ і карстових процесів в Закарпатті і Прикарпатті методами природного імпульсного еііектромагнітного поля Землі (ПІЕМПЗ), природного електричного поля (НЕП) і ВЕЗ.
Таким чином, в західних областях України електромагнітні 'дослідження охоплюють весь спектр геологічних проблем, починаючи під приповерхневих інженерно-геологічних та екологічних задач до пошуків неоднорідностей та структур, пов'язаних з різними корисними копалинами, та глобальних аномалій провідності в земній корі чи навіть верхній мантії, викликаних еволюцією нашої планети.

## Гравіметричні роботи
В 1948-50-х роках трестом «Укргеофізрозвідка» проведена гравімет-рична зйомка західної частини Східно-Європейської платформи в масштабі 1:200000 і складена карта ізоаномал сили тяжіння з перетином ізоліній через 2 мгл (І. Й. Бородатий, В. С. Каплун). Цими роботами встановлено загальне зменшення сили тяжіння від Українського кристалічного щита (УКЩ) в напрямку Внутрішньої зони Передкарпатського прогину, що пов'язано із зануренням на південний захід кристалічного фундаменту.
В цей же час проводились також гравіметричні роботи і трестом «Геофізвуглерозвідка» разом з Українським відділенням Державного Союз-ного геофізичного тресту. Ними в 1948 р. відроблено три гравіметричних профілі через Карпати: Ужгород-Самбір, Мукачевс-Стрий, Солотвино- Делятин та зйомка в півмільйонному масштабі території Передкарпаття, Скибової зони, Покуття та південно-західної частини платформи.
В ЗУГРЕ працював з 1949 р. начальником сейсмічної, гравіметричної і тематичної партій.
В 50-х роках виконано ряд узагальнюючих робіт. Узагальнення результатів гравіметричних і магнітометричних зйомок в західних областях України виконано в тресті «Укргеофізрозвідка» (С. Я. Шерешевська, Р. І. Андреєва, 1951 р.), в резуль¬таті якого зроблені якісні висновки про зв'язок гравітаційних аномалій з тектонікою палеозойських відкладів і кристалічного фундаменту. Важ¬ливе значення має узагальнення матеріалів по глибинній будові Карпат, виконане у Львівському філіалі Інституту геофізики АН України С. І. Су- ботіним у 1955 році на основі аналізу і переінтерпретації всіх раніше проведених гравіметричних та магнітних зйомок, включаючи трофейні матеріали варіомегричної зйомки Закарпаття (Угорський геофізичний інститут, 1939-1943 роки) та гравіметричних досліджень ділянки шири¬ною 60 км від Перемишля до Калуша (німецька зйомка гравіметром Асканія-Верке, 1942-1943 роки). В результаті цього дослідження складена
узагальнююча тектонічна схема глибинної будови Карпат та І Іередкарпаття і побудовано декілька глибинних геолого-геофізичних розрізів через Волино-Поділля і Складчасті Карпати.
З 1959 року ЗУГРЕ (І. Й. Бородатий, Л. Є. Фільштинський, С. Є. Марти¬шок- Лотоцький) почала проводити гравіметричну зйомку Складчастих Карпат в масштабі 1:200 000 з використанням нових портативних кварцевих гравіметрів ГАК-ЗМ, ГАК-4М, пристосованих до роботи в горах. За даними цих спостережень в 1963 році побудована граві¬метрична карта в масштабі 1:200000 з перетином ізоаномал через 2мгл. В процесі інтерпретації побудовано карти локальних аномалій та схема і либинної будови з основними елементами тектоніки. Виділено підняття її мезо-палеозої, які рекомендовані для проведення сейсмічних робіт МОВ, намічено ряд карпатських перетинів для глибинного сейсмічного
З 1977 р. переведений в УкрНДРІ.З 1963 року в ЗУГРЕ ведуться детальні гравіметричні дослідження в масштабі 1:50000 (пункти спостереження 500 м х 500 м) з використанням гравіметрів підвищеної Дельта-2. Ці роботи спочатку проводились на платформі, у Львівському палеозойському і Закарпатському неогеновому прогинах (І. Й. Бородатий, С. Є. Мартишок-Лотоцький, Л. Є. Фільштинський 1965-1968 рр.; М. І. Вус, В. Я. Біліченко, М. Г. Вульчин, 1968-1971 р.р.), а з 1972 р. по 1987 р. — в Карпатах та Передкарпатському прогині (В. Я. Біліченко, О. В. Колеспіченко, М. Г. Вульчин, В. А. Дсмчишин, П. Т. Процак).
Основні результати виконаних робіт зводяться до наступного.
У Львівському палеозойському прогині і південно-західному схилі УКЩ гравірозвідкою виявлено більше двадцяти локальних аномалій, які за результатами інтерпретації пов'язані з антиклінальними структурами в мезопалеозої, що здебільшого облямовують припідняті блоки кристалічного фундаменту або розташо¬вані ланцюжками на припіднятих бортах виявлених розломів. Складені схематичні карти виявлених структурно-тектонічних елементів регіону, побудовані схематичні карти рельєфу границь Конрада і Мохо, дана модель внутрішньої будови базальтового шару та його зв'язок з седиментаційними процесами на платформі (В. Я. Біліченко).
В Закарпатському прогині роботи проведені в Солотвинській (Л. Є. Фільштинський, В. Я. Біліченко, М. Г. Вульчин, 1967 р.) та в Чоп- Мукачівській западинах (М. І. Вус, В. Я. Біліченко, М. Г. Вульчин, 1970- 1971 р.р.). В Солотвинській западині по лінії Данилове-Теребля- Солотвино чітко простежена зона мінімуму, з якою пов'язані макси-мальні потужності солі, виявлені вулканічні центри та зони інтрузивного вторгнення, простежена система тектонічних порушень, виявлено декілька антиклінальних структур на припіднятих блоках фундаменту.
В Чоп-Мукачівській западині спостерігається центральна зона мінімуму сили тяжіння, яка є продовженням Солотвинської зони мінімуму, але в два рази ширша. В гравітаційному полі чітко відображається ланцюг вулканічних кальдер, які на денній поверхні знівельовані ерозією.
В Передкарпатському прогині та Карпатах проведена гравіметрична зйомка в масштабі 1:50 000, крок 500 м х 500 м, з досягненням середньо- квадратичної похибки аномалій Буге ±0,20 мгл в Передкарпатті і ±0,25 мгл — в горах. Побудована карта аномалій сили тяжіння з перетином ізоліній через 0,5 мгл. В. Я. Біліченком розроблена спеціальна методика польових спостережень, яка забезпечила кондиційність зйомки в гірських умовах. Ця методика передбачала технологічне використання гвинтокрила для транспортування гравіметричних бригад на точки спостереження.
Для обробки польової інформації на ПЕОМ використовувалися програми, розроблені В. Я. Біліченком, а також пакет програм рішення обернених задач гравіметрії «АСІГМ-КАРПАТИ», створений в Івано- Франківському інституті нафти і газу на замовлення ЗУГРЕ. В результаті обробки всіх гравіметричних і відомих геологічних даних побудована «Структурно-тектонічна карта доальпійської основи Карпат та прилеглих прогинів».
Не вдаючись в опис деталей всієї картини доальпійської основи Карпат, відмітимо, що під Карпатами вона має «коритоподібну» форму. Дно «корита» обмежене Передкарпатським та Розлуцько-Чорногорським розломами. В прирозломних частинах, вздовж обох розломів, відзначаються грабеноподібні занурення основи до — 8-9 км в абсолютних відмітках. По центру дна «корита», між прирозломними грабенами спостерігається ланцюг горстоподібних піднять, які досягають абсо¬лютних відміток — 7 км. На південний захід від Розлуцько-Чорногорського розлому доальпійська основа піднімається і на фоні цього підйому спостерігається мозаїка локальних піднять з абсолютними відмітками від -6,5 км до — 4,5 км.
З 1987 по 1991 рік гравіметричні роботи виконувались в масштабі 1:10 000 (100 м х 100 м, точність аномалій Буге ±0,1 мгл) в складі ком-плексної геофізичної партії (В. Я. Біліченко, М. М. Фреїк, О. О. Борковсь- кий) в комплексі з електророзвідувальними (ЗСБЗ) та геохімічними дослідженнями на різних площах Волино-Поділля. Геологічне завдання передбачало комплексну інтерпретацію розрахункових гравіметричних профілів, які збігаються з профілями ЗСБЗ, з метою пошуків рифогенних тіл в девоні та силурі.
З 1991 року гравіметрія в ЗУГРЕ існує як група в складі тематичної партії і виконує переінтерпретацію гравіметричних матеріалів, а також епізодично — високоточні договірні проекти (в комплексі з радіо-хвильовим зондуванням напружено-деформованого стану порід) з інже-нерно-геологічних проблем, пов'язаних з карстовими явищами (За-ставна), з суфозійним руйнуванням піщано-глинистих товщ (м. Чернівці), в проблемами підземної виплавки сірки (Яворівське ДГХП «Сірка») та піші.
Виконуються також договірні роботи для вирішення завдань нафтогазової геології на основі високоточного гравіметричного профілювання і а геогустинного моделювання геологічного розрізу на ПЕОМ. Так, наприклад, виконані роботи на ряді профілів геогустинного моделювання, на яких передбачено існування самого нижнього ярусу флішових складок на глибинах 5-6 км, які примикають до Передкарпатського розлому, а в окремих перетинах насунуті за вказаний розлом на платформову основу Передкарпатського прогину.
Всі вказані роботи базуються на розробленій В. Я. Біліченком методиці високоточних гравіметричних спостережень, які забезпечують отримання аномалій Буге з точністю ±0,01-0,02мгл.

## Геохімічні роботи
Дегазація Землі вуглеводнями належить до класу універсальних процесів, тією чи іншою мірою властивих усій її території. Особливо інтенсивно вона проявляється в межах нафтогазоносних басейнів. Накопичення вуглеводнів у верхніх осадових комплексах внаслідок диференціації інтенсивності вертикального масопереносу обумовлює появу полів аномальних концентрацій, що дає потенційні можливості отримання прямої інформації про нафтогазоносність надр. Виявляючи вуглеводневі аномалії та співставляючи їх з даними геологічних і геофізичних досліджень, можна прогнозувати наявні поклади вуглеводнів.
Геохімічні дослідження, як допоміжний метод пошуку родовищ нафти і газу, проводяться в ЗУГРЕ з 1978 року і на даний час ними охоплена частина територій Більче-Волицької зони Передкарпатського прогину, Закарпатського прогину, Львівського палеозойського прогину. 
Проби порід, шламу, промивної рідини і води відбирались з мілких геохімічних свердловин, буро-вибухових свердловин для сейсмо-розвідувальних робіт, природних і штучних вододжерел. Глибина свердловин в Більче-Волицькій зоні Передкарпатського прогину і в Закарпатському прогині складала 30-50 м, у Львівському палеозойському прогині 30-70 м. При деталізаційних роботах глибини збільшувались до 100—150 м у Львівському палеозойському прогині і 70-100 м на решті територій.
Склад вуглеводневих і невуглеводневих компонентів газів, десорбо- ваних з проб керну, шламу, промивної рідини і води, визначався методами газової хроматографії. В пробах води визначався вміст сульфатів, кремнієвої кислоти, амонію, фосфору, йоду, брому, бору, валентних форм заліза, фенолів, нафтенових кислот, сірководню, арома¬тичних вуглеводнів, а по сухому залишку — загальна мінералізація. Також замірювались показники концентрації іонів водню pH і окисно-відновний потенціал Eh.
При бітумінологічних дослідженнях вираховувався вміст хлороформного і спирто-бензольного бітумоїдів та органічного вуглецю. Люмінісцентно- бітумінологічний аналіз проводився за стандартною методикою.. Камінний матеріал аналізувався на вміст карбонатів, оксидів заліза, Mn, Cu, Cr, Ni, V, Hg, Co, Zn, Pb, гранулометричний склад, величину показника концентрації іонів водню і окислювально- відновного потенціалу.
Починаючи з 1991 року, здійснивши ряд експериментальних досліджень на території Львівського палеозойського прогину, ЗУГРЕ почало проводити газову зйомку без буріння спеціальних геохімічних свердловин. Об‘єктом дослідження стала газова складова приповерхневих відкладів, яка включає в себе гази, сорбовані породою, гази вільних пор і природний вуглеводневий потік з надр землі в атмосферу.
Проби вільних газів порового простору відбирались за допомогою спеціального пробовідбірника в пляшки ємністю 0,5 л, заповнені насиченим розчином хлористого натрію. Проби порід — з шурфів в скляні Банки ємністю 0,5 м з подальшою герметизацією металевими кришками, і Ісличина природного потоку газу з надр землі в атмосферу вимірювалась м допомогою трубки, заповненої сорбентом, в який селективно адсорбувались вуглеводневі компоненти на глибині 0,7-1,0 м.
Відібрані в полі проби транспортувались в геохімічну лабораторію iVl'PE, де з проб ґрунту і адсорбційних трубок на термо-вакуумуому дегазаторі десорбувались гази, які з пробами газу вільного простору порід аналізувались на газовому хроматографі типу ЛХМ-80, де визначався вміст вуглеводневих компонентів (метан і його гомологи до С5 включно).
Результом геохімічних досліджень є побудова карт розподілу геохімічних параметрів з виділенням зон аномальних концентрацій вуглеводневих компонентів в межах дослідної площі з допомогою програм «Exsel», «Statistic», «Surfer».
Основний об'єм робіт виконано в межах Більче- Волицької зони, Львівського палеозойського прогину, Закарпатського прогину. Незначний — в зоні Кросно (Лазещинська площа), і Бориславо- Покутській зоні (Добромиль-Стрільбицька площа). Дані обсягів подані в таблиці і в блок- діаграмах.
Опробовано ряд природних і штучних вододжерел: на території Більче- Волицької зони — 10339 аналізів, Львівського палеозойського прогину — 29612, Закарпатського прогину — 1920.
Узагальнюючи результати цих досліджень, встановлено, що найінформативнішими показниками нафтогазоносності є вміст вуглеводневих газів в осадових відкладах, зокрема метану і його насичених гомологів (сума етапу, пропану, бутану і пентану). На картах розподілу цих компонентів в більшості випадків знайшло своє відображення в аномальних полях флюїдонасичення вивлених сейсмічними роботами структурних елементів. Існує декілька варіантів відображення останніх у геохімічних полях. Один із них — прямий ефект має місце при стаціонарному дифузійному потоці і однорідній проникності кожного
пласта над покладами нафти і газу.
У випадку, коли з ряду тектонічних причин проникніша для вер-тикальної міграції зона розташована по периметру газоносного блоку, відображення останнього в параметрах геохімічного поля набуває кіль-цеподібної форми здебільшого переривчатого типу.
Просторове розміщення покладу і відповідного йому аномального поля залежить від наявності і характеру тектонічних порушень, спів-відношення структурних планів різних структурних товщ над покладом, літологічного складу порід і його змін по площі. Розміри, контрасність і конфігурація аномалії тісно зв'язані з розмірами покладу. Однак і вони залежать як від перечислених вище причин, так і від глибини залягання покладу, співвідношення величини пластового і гідростатичного тисків, глибини геохімічного зондування і геохімічних умов в зоні зондування.
На деяких прикладах вже відкритих родовищ розглянемо відобра-ження останніх в геохімічних полях.
- Велико-Мостівське газове родовище.

За розмірами і конфігурацією аномальне поле наближається до розмірів і конфігурації покладу, хоча і зміщене на захід.
- Локачинське газове родовище.

На різних глибинах геохімічного зондування відображається по різному: на глибині 70 м має місце кільцевий ефект, на глибині 120м- прямий- аномальне поле над покладом.
- Пинянське газове родовище.

Розміри і конфігурація близькі до розмірів і конфігурації покладів і тільки в південній і південно- східній частинах їх перевищують.
- Залужанське газоконденсатне родовище.

Аномалія над родовищем. В східному напрямку аномальне поле концентрацій метану простягається далеко за контури покладів.
- Коханівське нафтове родовище.

Аномальне поле збігається з центральною частиною родовища.
- Чорногузьке родовище.

В контурі аномальних полів метану і його гомологів знаходяться всі свердловини Чорногузького родовища, які дали промислові притоки газу.
Аналіз співвідношення виявлених структур з аномальними полями вуглеводневих компонентів за даними буріння показує, що більшість виявлених при бурінні вуглеводневих поклажів, оконтурених сейсмічними роботами структур, знайшли своє відображення в аномальних геохімічних полях, зокрема Мостівська, Південно-грабинська, Вижомлянська, Летнянська, Глинківська, Грудівська.
Значна кількість структур, які отримали позитивну оцінку за даними геохімічних досліджень, на сьогоднішній день не розбурені, тому газонасичення останніх не підтверджене. Розбурені структури, які дали негативний результат (Подолецька, Лудинська, Бучацька) розташовані за межами аномальних геохімічних полів.
Геохімічні методи пошуків нафти і газу в більшості є прямі: вони безпосередньо вказують на наявність чи відсутність вуглеводневих скупчень, їх застосування особливо доцільне при пошуках страти-графічних і літологічних покладів, а також при визначенні наявності вуглеводнів у виявленій геофізичними методами структурній пастці. Тому розвиток цих методів має важливе практичне значення і є економічно доцільним.
Підбиваючи підсумки тридцятилітнього періоду застосування геохімічних методів в ЗУГРІ і пошуків нафтогазових родовищ, треба відзначити внесок колективу геологів, геохіміків, інженерів, топографів, техніків, лаборантів, працівників робітничих професій на чолі з організатором партії-кандидатом геолого-мінералогічних наук Іюрковським О. О. Саме під його керівництвом були створені структурні підрозділи геохімічної партії, особовий склад яких завдяки цілеспрямованій праці, ентузіазму і професіоналізму успішно розвивав геохімічні методи і реалізовував проекти пошуку покладів нафти і газу.
Uеологи і геохіміки: Бабій М. Г., Горенчук Є. І.,Туревич В. І., Мримович І. К., Бекеша Н. В., Щенявська Л. Ф., Бучко В. Р., Максимук С. В., Сіспанюк В. М., інженери і лаборанти геохімічної лабораторії: Жукова П. В., Борковська О. М., Вільчинська Л. В., Пивоваренко М. Й., Мартинюк- Мотоцький Є. С., Клебан Л. І., Пура Ю. М., Перепічка І., Довга Л. М., Імнгришин М. Д., Гамкало Н. С., Савчак Є. О., Мисьонг О. М., Степаняк ГМ., Чоба Л. М., Шпелик М. М., Касіян Л. А., топографи: Паламарчук >• М, Лабойко Я. І., водії: Степаняк М. М., Беряк Й. О.

## Геолого-екологічні та інженерно-геофізичні дослідження
Катастрофічна повінь на території Закарпаття в листопаді 1998 р. привела до активізації небезпечних екзогенних геологічних процесів — зсувів і селей. Зсувні процеси, в зв'язку з їх довготривалістю, значною інтенсивністю та широким розповсюдженням в межах практично всієї гірської частини Закарпаття, завдали великої шкоди населенню і господарству області. За результатами досліджень, проведених Закарпатською ГРЕ після листопадовою (1998 р.) повені, було близько 1100 зсувів, які призвели до руйнування чи пошкодження 900 будинків, мостів, шляхів сполучення.
Активізація зсувних процесів в цей же період мала місце і в Чернівецькій області. Катастрофічні зсуви сталися в квітні 1999 р. в с. Костинці Строжинецького району, які призвели до руйнування чи пошкодження 136 житлових будинків.
В зв'язку з цим Комітет геології та використання надр України у 1999 р, ухвалив рішення про проведення досліджень зсувонебезпечних ділянок геофізичними методами з метою їх вивчення і визначення геофізичних критеріїв для прогнозування стану верхньої частини геологічного середо—вища. На основі цього рішення, згідно з геологічним завданням і проектом робіт, Західно-Українська геофізична розвідувальна експедиція (ЗУГРЕ) и 1999—2000 роках виконувала комплексні геофізичні дослідження для оцінки небезпеки розвитку екзогенних геологічних процесів та моніторингу зсувонебезпечних ділянок в Закарпатській і Чернівецькій областях.
В Закарпатській області у 1999 р. в роботах була залучена також Дніпропетровська геофізична експедиція (ДГЕ).
Дослідження мали на меті вирішення таких геологічних задач:
- вивчення стану зсувонебезпечних ділянок і визначення загрози населеним пунктам та об'єктам народного господарства на території Воловецького, Хустського, Іршавського, Тячівського і Рахівського районів Закарпатської області; Сторожинецького, Глибоцького і Кіцманського районів Чернівецької області;
- визначення геометричних параметрів зсувонебезпечних об'єктів; визначення геофізичних критеріїв для прогнозування розвитку зсувних процесів на досліджуваних ділянках.
- На першому етапі дослідження виконувались комплексом геофізичних методів, до якого ввійшли:
  - метод природного імпульсного електромагнітного поля Землі (ПЗЕМПЗ);
  - метод природного електричного поля (ПЕП);
  - метод вертикальних електричних зондувань (ВЕЗ);
  - сейсмічний метод заломлених хвиль (МЗХ);
  - еманаційний метод (ЕМ).

В результаті цих робіт визначений оптимальний комплекс геофізичних методів для вивчення стану потенційно зсувонебезпечних ділянок: ПІЕМПЗ, ПЕП і ВЕЗ та параметричне забезпечення для прив'язки даних ВЕЗ. В подальших геоекологічних дослідженнях в Закарпатській і Чернівецькій областях використовувався саме цей комплекс геофізичних методів.
За період з 1999 р. по 2007 р. досліджено 19 ділянок в Закарпатській області і 3 — в Чернівецькій. На найбільш небезпечних ділянках проводився моніторинг протягом двох-трьох років з метою визначення активізації зсувних процесів.
Комплексна інтерпретація геологічних, геоморфологічних і геофізичних параметрів виконувалась геофізичною лабораторією ІПН і ГНП (м. Івано-Франківськ) під керівництвом д.г.-м.н., професора і Д.Кузьменка з використанням інтегрального методу. Результативні • і горіали представлені у вигляді карт функції комплексного показника фіктивних параметрів і критерію імовірності зсувів, що дозволяє мік'зпечити прогноз зсувонебезпечності на імовірнісному рівні.
II результаті виконаних робіт визначені зони можливої активізації « вів, як аномалії високих значень критерію імовірності. Виділено 46 аномальних зсувонебезпечних зон, в тому числі 19 особливо небезпечних, які можуть становити загрозу житловим будинкам і об'єктам комунікації.
Для спостереження за станом виділених зсувонебезпечних зон, вивчення в їх межах динаміки розвитку екзогенних процесів і прогнозування аварійних ситуацій рекомендовано організувати моніторинг з періодичністю «весна-осінь» протягом двох-трьох років.
Дослідження показали, що основними факторами, які сприяють активізації зсувних процесів, є:
літологічний (ступінь глинистості підстеляючих порід, які утворюють поверхню ковзання);
геоморфологічний (кут нахилу денної поверхні); метеорологічний (кількість і тривалість атмосферних опадів); техногенний (вирубування лісів, підрізка схилів).
З 2003 р. експедиція проводить також інженерно-геологічні роботи.
Проблема вивчення карстонебезпечних зон і прогнозування розвитку карстових процесів у Прикарпатті та Закарпатті набула в останні роки надзвичайно важливого значення. Це обумовлено, в першу чергу, техногенним впливом людини на геологічне середовище. Інтенсивні гірничо-видобувні роботи на Яворівському родовищі сірки, Стеб- ницькому і Калуш-Голинському родовищах калійних солей у Прикарпатті та Солотвинському родовищі кам'яної солі у Закарпатті в другій половині XX століття привели до інтенсивного розвитку карстових явищ з утворенням депресійних лійок, карстових провалів, просіданням земної поверхні. В густозаселених районах Західної України неврахування цих явищ може привести до людських жертв та великих матеріальних втрат.
У зв'язку з цим, згідно з пооб'єктними планами геологорозві-дувальних робіт ДГП „Укргеофізика“ на 2003-2008 рр. і проектами робіт експедиція виконує геофізичні дослідження з метою вивчення зон розвитку сульфатного, сульфатно-карбонатного та соляного карсту в Яворівському і Дрогобицькому районах Львівської області (ділянки Шкло, Стебник), Калуському районі Івано-Франківської області (ділянка Калуш) та Тячівському районі Закарпатської області (ділянка Солот- вино), поширення карстових явищ та прогнозу проявів карсту.
Конкретними геологічними задачами є:
- вивчення стану та оцінка розвитку карстових явищ на території Прикарпаття та Закарпаття;
- визначення ступеня активізації процесу карстоутворення та загрози населеним пунктам і об'єктам народного господарства;
- підготовка методичних рекомендацій щодо застосування геофі-зичних методів для прогнозування карстових явищ.

Ці завдання вирішуються шляхом: виконання польових геофізичних досліджень методами природного імпульсного електромагнітного поля Землі (ШЕМПЗ), природного електричного поля (ПЕП), зондування становленням електромагнітного поля в ближній зоні (ЗСБЗ), високоточної гравірозвідки для вивчення стану зон розвитку карсту на еталонних ділянках Шкло, Солотвино, Стебник, Калуш і прогнозування ступеня активізації процесу карстоутворення;
побудови геологічних моделей для різних умов розвитку карсту і моделювання геофізичних полів з метою визначення кількісних зв'язків карстових явищ і параметрів геофізичних полів та комплексної інтерпретації геолого-геофізичних даних.
Геолого-екологічні та інженерно-геологічні роботи виконує комплексна геофізична партія № 59 (начальники партії Зубашевський М. М. — до ’006 р., Швець А. Б. — з 2006 р., провідні інженери-геофізики Назар Я. В., Фреїк М. М., інженери-геофізики І кат. Манзик Р. П., Йосипенко Т. М., і ринюк А. Я., геофізики-оператори Оврамець В. М., Колодницький Б. Я., Бугрій Р. Ф. Необхідно відзначити, що в питаннях дослідження і прогнозування зсувних і карстових процесів в Прикарпатті і Закарпатті ЗУГРЕ активно співпрацює з кафедрою геоекології та техногенної безпеки ІФНТУНГ (зав.кафедри, д.г.-м.н., проф. Кузьменко Е. Д.).

## Розвиток машинної обробки та геологічної інтерпретації геофізичної піформації
Успіх у вивченні геологічної будови геофізичними методами залежить від трьох складових пошукового процесу: методики і техніки польових робіт, математичного апарату для обробки польових матеріалів і методики інтерпретації хвильового поля. Обробка сейсмічних матеріалів стала невід'ємною частиною технологічного процесу сейсморозвідувальних робіт, зв'язуючою ланкою між польовими роботами та інтерпретацією отриманих даних.
Машинна обробка геофізичної інформації виділилася в окремий напрямок геофізичного розвідувального процесу з часу переходу реєстрації первинних польових даних на магнітні носії. В ЗУГРЕ це сталось на початку 60-х років. З того часу весь процес геофізичної розвідки розділився на три ланки: реєстрація інформації в полі (збір геофізичних даних), машинна обробка інформації та інтерпретація. Ці ланки тісно взаємопов'язані і впливають одна на одну. Оскільки сейсморозвідка складала і в даний час складає біля 94 % від усього обсягу геофізичних робіт Західно-Української геофізичної розвідувальної експедиції, то мова буде йти, в основному, про обробку сейсмічної інформації.
Звичайно, повна обробка польових даних виконувалася і до введення в практику сейсморозвідки магнітного способу запису даних, але вона робилася «вручну» і стосувалася таких процедур як побудова годографів хвиль (відбитих чи заломлених), приведення їх до одного рівня (до так званої «лінії приведення») шляхом внесення в годографи хвиль поправок за рельєф, зону малих швидкостей, точку вибуху, фазу.
Впровадження в практику сейсморозвідки магнітного способу запису польової інформації зробило справжню революцію в методиці сейсморозвідки, яку по важливості можна образно порівняти із введенням книгодрукування замість переписування книг. Це дало поштовх до бурхливого розвитку і вдосконалення сейсморозвідки: почали широко застосовувати багатократні системи спостереження в полі і різні способи машинної обробки інформації. Розвиток машинної обробки стимулювали два основних фактори:
- кількість інформації зросла на порядок і опрацювати її «вручну» було нереально;
- були розроблені складні способи (алгоритми) обробки сейсмічних даних, реалізувати які без використання машин було неможливо.

Основним завданням машинної обробки сейсмічної інформації є виділення в сейсмічному полі корисних сигналів на фоні сейсмічного шуму. Слід зазначити, що машинна обробка сейсмічної інформації пройшла два етапи свого розвитку: перший етап — обробка на аналогових обчислювальних машинах — АОМ (60-ті роки), другий етап — обробка на електронних цифрових обчислювальних машинах — ЕЦОМ (починаючи з 70-х років). Такі ж етапи вона пройшла і в ЗУГРЕ. Машинна обробка сейсмічної інформації в Західно-Українській геофізичній розвідувальній експедиції була виділена в окремий структурний підрозділ в 1966 р., коли наказом по ЗУГРЕ 1 квітня 1966 р. була організована тематична партія № 55/66 (начальник партії Щелкунов О. С.). Основним завданням цієї партії було освоєння автоматичної обробки сейсмічних матеріалів на машині ПСЗ-2М. Перетворювач сейсмічних записів ПСЗ-2М був першою аналоговою обчислювальною машиною, призначеною для побудови часових сейсмічних розрізів однократного профілювання методом відбитих хвиль. До цього, починаючи з 1959 р., в сейсмічних партіях ЗУГРЕ, які застосували метод регульованого направленого прийому (МРНП), використовувалися аналогові апарати — фотосуматори ПФС-2М, а з 1965 р.- магнітні суматори «Поиск-1-24-РНП-М» і «МС-2» (з 1967 р.) для виконання однієї операції — різночасового підсумовування сейсмічних сигналів на заданій базі прийому по алгоритму РНП. В результаті отримували т. зв. сумограми РНП. Подальша обробка — побудова сейсмічних розрізів РНП по сумограмах — виконувалася геофізиком- ш терпретатором ручним способом.
В кінці 1967 р. була організована дослідно-методична партія машинної обробки сейсмічної інформації № 63/67 (начальник партії І Іушкін О. П., головний геофізик Лящук Д. Н.), в завдання якої входило подальше вдосконалення методики і техніки машинної обробки. Була освоєна побудова часових сейсмічних розрізів способом спільної і нибинної точки (СГТ) на аналоговій машині «Луч», а згодом — на ПСЗ-4.
Найбільший внесок у розвиток і вдосконалення І методики і апаратурних засобів обробки на цьому І етапі зробили геофізики В. М. Бойко, О. П. Самой- І люк, П. В. Кейван, Д. Н. Лящук, В. І. Мамонтов, І. А. ГІритуляк, І В. В. Чирков, О. С. Щелкунов, інженери-електроніки В. Ф. Федорченко, І М. І. Шевчук, О. Ф. Войтович.
В 1974 р. була введена в експлуатацію ЕОМ «Мінськ-32» і орга- І візований обчислювальний центр експедиції (начальник геофізичної партії машинної обробки інформації — Д. Н. Лящук до 1982 р., В. Д. Чебан з 1983 р. | до 1984 р., В. Ф. Федорченко з 1984 р. до 1994 р., В. А. Борсук — з 1995 р.до 2001 р., Сикал В. А. з 2001 р. до 2005 р., Левкович ІО. М. з 2005 р.). За корот- І кий час було розроблено програмне забезпечення для обробки сейсмічної інформації способами РНП і СГТ на «Мінськ-32». Вирішальну роль тут І відіграла організація тандемів геофізик (інтерпретатор) — математик (програміст), які спільними зусиллями, постійно взаємодіючи, за короткий термін створили робочі пакети програм СГТ та РНП і ввели їх в експлуатацію, (відповідно В. І. Мамонтов- І. В. Дуткевич — Р. А. Борівський — Ю. П. Ірванець). Були розроблені спеціальні тести для відладки програм і пристрою вводу сейсмічної інформації (М. П. Гатала, М. М. Введенська, І. Б. Зілітінкевич, М. М. Притула). Першу обробку по способу ОГТ виконали і ст.геофізик Гатала М. П. і оператор О. О. Кисла. Згодом була організована | група підготовки обробки та аналізу даних (керівник В. І. Дяків).
Паралельно велась обробка сейсмічної інформації в Києві на ЕОМ „Сигма-5“ та 4030 в обчислювальному центрі об'єднання «Укргеофізика» способами СГТ і СОРС (система обробки різночасовим сумуванням). З отриманням експедицією більш потужних ЕОМ М4030 (1978 р.) та ЄС- 1035 (1983 р.) ці пакети програм вводяться в дію і в ЗУГРЕ. В 1979 р. Впроваджується система обробки сейсмічних матеріалів СОСМ-1 (полтавський варіант), а в 1983 р. — С0СМ-1М (київський варіант), які дали можливість обробляти сейсмозаписи, отримані за довільними схемами спостережень. Це підвищило ефективність сейсморозвідки в умовах Карпатського регіону, дозволило вирішувати більш складні геологічні завдання.
З вводом в експлуатацію в 1987 р. більш потужної ЕОМ ЄС-1061 була впроваджена нова система обробки СЦС-3, розроблена в Центральній геофізичній експедиції МНП (м. Москва), яка давала можливість вести поглиблену обробку сейсмічної інформації, використовуючи і динамічні параметри хвиль, була більш зручною в користуванні. В 1988 р. впроваджено нову версію СЦС-3, де розширені можливості багатьох програм і усунуті неточності попередньої версії. В цьому ж році були опробовані підсистеми СЦС-3 ВСП, СЦС-3 ПГР і СЦС-3 ТС (тотальна сейсморозвідка). Остання дозволяє описувати довільні площинні системи спостережень, виконувати просторову обробку сейсмічних даних, аналізувати напрями виходу сейсмічних хвиль на денну поверхню. Все це дуже важливо для таких складних структурно-тектонічних зон як Бориславсько-Покутська і Складчасті Карпати.
В 1990 р. введено в дію спецпроцесор ЄС-2705 і здійснено перехід на нову операційну систему MVS. Це підвищило продуктивність ЕОМ ЄС- 1061, особливо при виконанні процедур, які використовують операцію згортки.
В процесі освоєння і вводу в експлуатацію нових типів ЕОМ і систем обробки виросла велика група висококваліфікованих інженері в- слектроників, математиків, геофізиків, які, безперервно навчаючись, освоюючи нову техніку і програмне забезпечення, одночасно навчали інших і виконували великі обсяги обробки сейсмічної інформації. Серед них геофізики Р. А. Бобівський, О. Д. Брикса, П. В. Кейван, В. І. Мамонтов, В. А. Сикал, О. С. Щелкунов, В. І. Дяків, І. Б. Зілітинкевич, Р. М. Кобрин, (' В.Бондаренко, М. Г. Витрикуш, В. Ф. Зябрикова; математики-програмісти І. В. Дуткевич, Я. М. Сенчиишн, інженери-електроніки В. Ф. Федорченко, О. Ф. Войтович, О. Ф. Івасько, Є. Д. Хащевський; механік С. М. Гринкевич.
З 1990 р. розпочинається новий етап машинної обробки — поступовий перехід на персональні комп'ютери типу IBM PC/AT. Паралельно ведеться розробка системи обробки сейсмічних даних на ПЕОМ-SPS PC (автор — провідний геофізик, к.ф.-м.н. М. О. Голярчук), розроблені допоміжні і сервісні пакети програм.
В 1995 р. вся обробка геофізичної інформації переведена на ПЕОМ. В такому переході є свої переваги: по-перше, збільшилась продуктивність і оперативність обробки за рахунок більшої швидкодії ПК; по-друге, зросла якість результативних матеріалів завдяки інтерактивному процесу обробки, оперативному підбору оптимальних параметрів програм; по- третє, значно, в декілька разів, зменшилось споживання електроенергії.
З 2003 р. обробка сейсмічних матеріалів здійснюється на робочих станціях SUN SPARC 20 і SUN ULTRA 60 в обробляючому комплексі РгоМАХ під управлінням операційної системи SOLARIS.
Нова система швидко освоюється і активно впроваджується у виробництво геофізиками, серед яких слід відзначити: Матейчук Л. І., Палій В. М., Воронцову Л. Д., Каліченко С. В., Чащіну Н. Л., Михащук А. П., Морковкіну О. В., Г. Дереневська, М. Ю. Радик, В. Р. Лабюк. Кінцевим етапом сейсморозвідувальних робіт є геологічна інтерпретація геофізичних матеріалів. Геофізик-інтергіретатор збирає всю інформацію, яка необхідна для інтерпретації, включаючи п-ологічну, каротажну і т. ін. Кінцевою метою інтерпретації є побудова ' сейсмічних і сейсмогеологічних розрізів і структурних карт по цільових і горизонтах.
Серед геофізиків і геологів-інтерпретаторів, які внесли вагомий иміад у відкриття нафтогазових родовищ слід відмітити Рейхера Л. Д., Иойціцького М. Ю., Симоненка О. П., Шеремету П. М., Витрикуша М. Д., І.інгородню Г. І., Кулініч В. І., Яриша Б. І., Заяць Х. Б., Гощицьку Г. В., і гол я рову О. М., Кейвана П. В., Тупчій Л. В., Івахіва Б. Д., Скальського М.О, Шуфлата О. Т., Будеркевича М.Д, Бобівського Р. А., Янишина І. І., Чарноша М. М., Федотова О. Ю., Петровича В. І., Кобрина Р.М, Кудлу П. Й., Введенську М. М., ГІетровського Д. Л., ГаталуМ. П., Гневуш В. В., Степанюка М. П., Яримовича І. К., ЯреминаІ. Я., Андрусечко І. М., Антонюк Л. М., Воронцову Л. Д., Пташник Л. М.
Важливою проблемою на даний час є розробка методики прогнозування нафтогазоносності геологічного розрізу за геофізичними даними.
Використання багатоканальних сейсмостанцій, вдосконалення мате-матичного забезпечення обробки сейсмічного матеріалу, налаштованого на збереження амплітудних співвідношень та підвищення роздільної здатності МВХ, дало можливість інтерпретатору вивчати не тільки кінематичні, а й динамічні параметри, співставляти їх зі структурними та стратиграфічними особливостями геологічного розрізу. Врешті-решт високий рівень розвитку процедур обробки та аналізу сейсмічного хвильового поля призвів до виникнення нового напрямку в сейсморозвідці — сейсмостратиграфічної інтерпретації.
До певного часу основна задача сейсмічного методу зводилась до пошуків і оконтурювання структур, і хоча впровадження в практику ЕОМ значно підвищило достовірність результатів, тим не менше стало зро-зумілим, що в деяких районах структурні методи вже недостатні для прогнозування нафтогазових покладів. Часто антиклінальні структури, виявлені сейсморозвідкою, не містять покладів нафти і газу, а в інших випадках контур нафтогазоносності не підпорядкований існуючому структурному плану.
Саме з метою прогнозування покладів вуглеводнів в 1976 р. була створена спеціальна геофізична партія, діяльність якої була присвячена виробленню та випробуванню методичних прийомів геофізичних, геохі-мічних, геотермічних методів дослідження для прогнозування геологічного розрізу (ПГР) в умовах Передкаргіатгя (сп 6076, 6478, 79, 80, 81, 82). Сутність інформації прямих пошуків на відміну від структурної геофізики полягала у виявленні геофізичного ефекту — впливу нафтогазових покладів незалежно від умов залягання у пастках структурного або неструкгурного типу. Дослідження проводились спочатку на відомих газових родовищах Пиняни, Залужани, Рудки, Новосілки. Серед геофізичних методів були випробувані сейсморозвідка, електророзвідка (БЕЗ, СЕП, ВГІ, 3('І»3), гравіметрія, магнітометрія, термометрія, а також геохімія. Підставою для використання сейсмічного хвильового поля було частотне та енергетичне загасання коливань в газонасичених породах, «яскрава пляма» над родо вищем, зміна полярності та горизонтальні відбиття на краях покладу (контакт «газ-вода»), розходження фаз (зменшення інтервальної швидкості в межах покладу), пропадання або зменшення кількості регулярних хвиль, поява дифрагованих хвиль на контактах з вміщуючими породами. Б результаті комплексних досліджень для ПГР була оцінена інформативність кожного методу при пошуках покладів газу. Найефективніші з них сейсморозвідка МСГТ, електророзвідка ЗСБЗ та геохімія, але в цілому встановлена невисока інформативність застосовуваних методів, що не дає підстав оцінювати методику прямих пошуків як самодостатню.
Саме цей етап досліджень призвів геофізиків- інтерпретаторів до висновку про необхідність виконання геологічної інтерпретації хвильового поля (сейсмострати графи). Сейсмостратиграфічний аналіз — це прорив у методиці інтерпретації сейсмічних матеріалів, котрий став можливим завдяки вдосконаленню техніко-методичних прийомів польових робіт і, особливо, застосуванню відповідних алгоритмів обробки на ПЕОМ. Інші методи і методики можуть використовуватись тільки як допоміжні. Сейсмічними дослідженнями із застосуванням елементів сейсмостра тиграфії в межах Більче-Волицької зони займалась дослідно-методична партія 62/84-86 (Борсук В. А., Степанюк М. П.), тематична партія 65 (Петровський Л. Д., Введенська М. М., Гатала М. П., Пташник Л.М, Чл щина Н. Л.). Такі роботи продовжуються і досі.
Інший шлях рішення цієї складної проблеми, можливо, треба шукати на шляху реалізації методів взаємодії геофізичних полів, наприклад, стиму-люванні сейсмічного поля постійним електричним полем (Д. Н. Лящук, А. І. Бойко, В. Н. Бойко, М. М. Фреїк, 1982 р., авт.свід № 1045190) і природного електричного поля сейсмічним (Д.РІ. Лящук, С. О. Лизун, 1988 р.патент України № 287228А). Встановлені чіткі зміни аномалій природного поля над нафтогазовими покладами при вібраційній дії на середовище. На цій основі після багатократних випробувань на різних нафтових і газових родовищах, запропонований спосіб прогнозування нафтогазових покладів.
На даний час в архіві ЗУГРЕ нагромадилось понад 12 тисяч касет з цифровою і біля 260 тисяч 24-канальних магнітограм з аналоговою первинною сейсмічною інформацією. В зв'язку з тим, що первинна інформація минулих років зберігається в мультиплекси і й формі, а допоміжна — в рапортах і журналах, так як підготовка профілів до обробки потребує значних затрат ручної праці геофізиків, тому назріла необхідність впорядкування архіву, тобто приведення його до такого стану, який дозволив би швидкий доступ до інформації без великих затрат праці і часу. Саме тому 20 лютого 1995 р. був виданий наказ но ЗУГРЕ про впорядкування архіву геофізичних матеріалів і створення банку геолого-геофізичних даних.(І.Б Зілітінкевич, О. М. Новачук,) Демультиплексація цифрових і аналогових матеріалів, а також підготовка паспортів і схем спостереження велась на ПЕОМ IBM 486/66 і результати записувались на стрімерні касети, а згодом на оптичні магнітні диски і компакт-диски. ТЦ ДГП «Укргеофізика» передав ЗУГРЕ програму управління базою даних Paradox. Це програма з широкими можливостями, з допомогою якої вводились дані по профілях і часових розрізах, а також дані сейсмокаро-тажу і координати профілів. Таким чином формувався «Регіональний банк даних». Паралельно формується інформація для створення банку даних НАК «Нафтогаз України» з метою збору сейсмічних матеріалів, отриманих на площах та родовищах підприємств НАК «Нафтогаз України».
Впродовж більш як 40-літнього періоду розвитку машинної обробки геофізичної інформації в ЗУГРЕ працівники цього напрямку відчували постійну увагу, підтримку і допомогу з боку керівництва ДГП «Укр-геофізика», співробітників дослідно-методичної партії, а згодом — Київської дослідно-методичної експедиції (КДМЕ) з обробки геофізичної інформації на ЕОМ: М. Т. Турчаненко, Д. В. Петрик, В. О. Дя- дюра, А. Ф. Рева, О. П. Мартинюк, В. М. Пилипенко, Е.Файниггейн, А. С. Сіранчук, О. О. Кравчук, Ю. Б. Сер- гій, Ярош В. І., Сидоренко Г. Д.
Кінцевий етап роботи геофізиків і геологів-інтерпретаторів — складання геологічних звітів про виконані роботи і підготовка паспортів на розвідані об'єкти. На цьому етапі важливу і відповідальну роботу виконує група оформлення і візуалізації геофізичної документації: друкування текстів звітів, оформлення і візуалізація структурних карт, сейсмічних часових і глибинних розрізів, карт геохімічних аномалій, геоелектричних розрізів, каротажних даних та іншої інформації. Тут напружено працює невеликий, дружній колектив під керівництвом провідного геолога Г. Т. Назаркевич
За цей період оброблено десятки тисяч кілометрів сейсмічних профілів, сотні тисяч сейсмічних записів, виявлено, розвідано і передано в буріння понад 150 нафтогазоперспективних об'єктів. На 80-ти з них відкриті нафтові і газові родовища в Передкарпатті, Карпатах і Закарпатті. За цими досягненнями безперервна повсякденна праця геологів, геофізиків, геодезистів, математиків, інженерів, операторів, топографів, бурильників, підривників, водіїв — всіх тих, хто знає і любить свою справу.

## Створення і розвиток виробничої і соціальної сфери експедиції
Геофізичні дослідження — це особливий вид виробничої діяльності. Реєстрація сейсмічної інформації проводиться в тяжких польових і гірських умовах. Розвідувальні площі та ділянки знаходяться на значній віддалі від місць базування польових сейсморозвідувальних партій і бази експедиції. Для збудження та реєстрації сейсмічних коливань використовується складна сейсморозвідувальна техніка. Чисельність працівників кожної з польових партій становить в середньому 50 чоловік. Саме ці фактори і впливають на структуру виробничої і соціальної сфери експедиції. По місцю базування експедиції наприкінці 60-х початку 70-х років побудована власними силами виробнича база для обробки та інтерпретації сейсмічних даних і ремонту сейсморозвідувальної техніки. Площа виробничих та адміністративних приміщень становить близько 10000 кв.м. Це камеральні групи по обробці та інтерпретації геофізичної інформації, автопрофілакторій по обслуговуванню та ремонту автомобілів, цехи по ремонту бурової та сейсморозвідувальної техніки, деревообробна і зварювальна майстерні, токарний, моторний і шліфувальний цехи, дослідне виробництво з удосконалення сейсморозвідувальної техніки. Всі цехи та майстерні обладнані відповідним устаткуванням та верстатами.
В польових партіях, що знаходяться в центрі нафтогазоносних площ, замість тимчасових, побудовані капітальні пункти технічного обслуговування сейсморозвідувальної техніки, гуртожитки для проживання працівників, адміністративні будівлі, побутові приміщення: їдальня, приміщення для відпочинку, душові і таке інше. Бази польових партій газифіковані, в житлових та виробничих приміщеннях влаштовано централізоване теплопостачання від власних котелень. Створення належних умов праці і побуту для працівників польових партій дозволило проводити сейсморозвідувальні роботи не сезонно, а цілорічно. Кращими базами є бази польових партій, що розміщені в містах Надвірна, Хуст, Самбір, Рудки, Вижниця.
Професія геологорозвідника — важка професія, тому в експедиції велику увагу приділялося умовам проживання та відпочинку не тільки працівників, але та їх сімей. Починаючи з 1957 року, експедиція постійно веде власними силами будівництво житла для сімей працівників експедиції. На виділеній земельній ділянці у м. Львові в районі Майорівши, спочатку будували двохквартирні будиночки у двоповерховому варіанті, а далі 3-4 поверхові будинки. В 1965 році була завершена забудова відведеної ділянки, всього введено в експлуатацію 9 будинків, в яких налічувалось 110 квартир з усіма вигодами. Великим ентузіастом і організатором цієї справи був начальник експедиції Олексій Петрович Пушкін, його першим помічником — заступник начальника Іван Андрійович Сморщок. В 1966 році починається будівництво житлового селища геофізиків в приміській зоні, в с. Лапаївка Пустомитівського району. Роботи велись господарським способом силами будівельної дільниці, яка до того часу вже була укомплектована необхідним обладнанням і будівельною технікою. Всього в селищі побудовано 13 житлових будинків на 298 квартир, а також два гуртожитки на 100 і 150 місць. Набутий досвід ведення будівельних робіт сприяв тому, що і но місцю базування польових партій будувались житлові будинки — це 12-і й квартирний будинок в місті Рудки, 8-ми квартирний і 12-квартирний в місті Надвірна.
Наступники О. П. Пушкіна і І. А. Сморщка — Антон Ілліч Бойко і Володимир Гнатович Бойко, Василь Дмитрович Чебан і Тарас Юрійович Стецьків- продовжили справу житлового будівництва. Крім житла, збудованого силами колективу, 67 сімей працівників експедиції отримали квартири в м. Львові за рахунок централізованих відрахувань на дольову участь у будівництві. Всього за час діяльності ЗУГРЕ квартири одержали 507 сімей працівників експедиції.
Паралельно з будівництвом житла створюється комплекс об‘єктів комунально-побутового призначення. В побудованих будинках в с. Лапаївка виділені площі під амбулаторію, аптеку, бібліотеку, поштове відділення, магазин змішаних товарів, магазин-кафе, сільську раду. Окрасою селища є дитячий садок на 160 місць.
Оздоровлення працівників і членів їх сімей було постійно в центрі уваги керівництва експедиції. З 1968 року на березі Чорного моря в селищі Затока Одеської області працює пансіонат відпочинку «Геофізик». На початку це був комплекс щитових будиночків на сім'ю в 2-3 осіб. Згодом була проведена повна реконструкція старих будівель і споруджені нові сучасні корпуси. Пансіонат розрахований на оздоровлення 90 осіб на один заїзд, або 500—550 осіб за сезон.